# Elefant, Tiger & Co./Episodenliste
Dies ist eine Episodenliste der deutschen Fernsehserie Elefant, Tiger & Co. Bislang entstanden mehr als 1100 Folgen mit einer Länge von jeweils etwa 25 Minuten und über 500 aus den Folgen zusammengeschnittene Langfolgen mit einer Länge von jeweils etwa 48 Minuten.

## Originalfolgen
Die ersten 12 15-minütigen Folgen von Elefant, Tiger & Co. strahlte der MDR vom 5. März bis zum 21. Mai 2002 jeden Dienstag von 21:30 bis 21:45 Uhr in der Reihe Hierzulande mit dem Zweittitel Tierzulande aus. Aufgrund des regen Publikumsinteresses wurde Elefant, Tiger & Co. ab 2003 zu einem eigenständigen Format.
Die ersten Folgen aus dem Jahr 2003 wurden vom 1. April bis zum 17. Dezember im Abendprogramm des MDR erstausgestrahlt und haben eine Länge von jeweils etwa 15 Minuten. Die Serie wurde anfangs jeden Dienstag von 21:30 bis 21:45 Uhr gezeigt. Ab Folge 18 verschob sich der Sendeplatz auf jeden Mittwoch von 20:45 bis 21:00 Uhr. Seit dem 9. Januar 2004 hat die Serie einen festen Sendeplatz beim MDR, wo die 25-minütigen Folgen immer freitags von 19:50 bis 20:15 Uhr gezeigt werden.

### 2002
- Operationstag im Zoo (5. Mär.)
- Aufregung im Tigerkäfig (12. Mär.)
- Elefantennachwuchs bei Ching (19. Mär.)
- Neuzugang bei den Menschenaffen (26. Mär.)
- Bruno und die Storchenhochzeit (2. Apr.)
- Frühjahrsputz im Haifischbecken (9. Apr.)
- Eine Robbe zum Küssen (16. Apr.)
- Riskante Operation im Giraffenhaus (23. Apr.)
- Trubel um einen kleinen Elefanten (30. Apr.)
- Schulstunde für Elefantenbaby (7. Mai)
- Ein Elefant im Umzugsstress (14. Mai)
- Geburt unter freiem Himmel (21. Mai)

### 2003
Im Jahr 2003 wurden 37 Folgen ausgestrahlt.
- 1. Abschied und Neubeginn (1. Apr.)
- 2. Die gepusteten Tiger (8. Apr.)
- 3. Raus oder rein? (15. Apr.)
- 4. Flüstern mit Horst (22. Apr.)
- 5. Horst im Gewandhaus (29. Apr.)
- 6. Pferde auf Trab (6. Mai)
- 7. Vorsicht Vater (13. Mai)
- 8. Bakterien auf der Spur (20. Mai)
- 9. Sorgenkinder (27. Mai)
- 10. Endspurt zum Jubiläum (3. Jun.)
- 11. Tauben, Torten, Tanzmusik (10. Jun.)
- 12. Stille Stars (17. Jun.)
- 13. Hauptsache gesund (24. Jun.)
- 14. Tiefflieger & Pantoffeltierchen (1. Jul.)
- 15. Sorge um Voi Nam (8. Jul.)
- 16. Heile mit Weile! (15. Jul.)
- 17. Pammys großer Auftritt (22. Jul.)
- 18. Selbst ist der Tierpfleger! (30. Jul.)
- 19. Jens Weißflog und die Wölfin (6. Aug.)
- 20. Countdown für das Giraffenbaby (13. Aug.)
- 21. Knöpfchen bleibt cool (20. Aug.)
- 22. Hurra – Der kleine Knopf ist da! (27. Aug.)
- 23. Luzies Neuer (3. Sep.)
- 24. Große Freiheit für kleine Giraffe (10. Sep.)
- 25. Zug um Zug zum Umzug (17. Sep.)
- 26. Ab in die Kiste? (1. Okt.)
- 27. Ein großer Tag für eine kleine Giraffe (8. Okt.)
- 28. Harte Schule für Voi Nam (15. Okt.)
- 29. Heimwerker gefragt! (22. Okt.)
- 30. Vorsicht Infektionsgefahr! (29. Okt.)
- 31. Ende der Schonzeit (5. Nov.)
- 32. Lama Horst Superstar (12. Nov.)
- 33. Cäsar zeigt die Zähne (19. Nov.)
- 34. Großmaul mit Heimweh? (26. Nov.)
- 35. Riskante Begegnung im Löwengehege (3. Dez.)
- 36. Löwenliebe (10. Dez.)
- 37. Putzaktion im Haifischbecken (17. Dez.)

### 2004
Im Jahr 2004 wurden 47 Folgen ausgestrahlt. Die Redaktion lag bei Peter Gütte und Peter Dreckmann, die Redaktionsleitung übernahm Peter Dreckmann.
- 38. Wasser marsch! (9. Jan.)
- 39. Geschwister für Voi Nam? (16. Jan.)
- 40. Große Löwenuntersuchung (23. Jan.)
- 41. Drama um Luzie (6. Feb.)
- 42. Geiereier (20. Feb.)
- 43. Kleine Raubtierschule (27. Feb.)
- 44. Eine schwere Entscheidung (5. Mär.)
- 45. Tigerchens großer Ausflug (12. Mär.)
- 46. Gemeinsam für Afrika (19. Mär.)
- 47. Tierisches Reisefieber (26. Mär.)
- 48. Auf der Schönheitsfarm (2. Apr.)
- 49. Fang den kleinen Panda (9. Apr.)
- 50. Kleine Tiere – Große Rätsel (16. Apr.)
- 51. Lockruf der Wildnis (23. Apr.)
- 52. Pech mit Vögeln (30. Apr.)
- 53. Rote Karte für die Erdmännchen (7. Mai)
- 54. Wenn Schlangen schlingen (14. Mai)
- 55. Tsi-Tsis Hinkefuß (21. Mai)
- 56. Leipziger Freiheit (4. Jun.)
- 57. Camping im Zoo (11. Jun.)
- 58. Kuschelige Urlaubsträume (18. Jun.)
- 59. Beziehungskisten (25. Jun.)
- 60. Der kleine Unterschied (2. Jul.)
- 61. Hallo, kleiner Löwe! (9. Jul.)
- 62. Die verpatzte Mittagspause (16. Jul.)
- 63. Kleiner Löwe, Superstar! (23. Jul.)
- 64. Ersatzmütter (30. Jul.)
- 65. Ein Affe im Vollrausch (6. Aug.)
- 66. Die Königin der Erdmännchen (13. Aug.)
- 67. Der Löwe ist los! (20. Aug.)
- 68. Zahnarzt Dr. Tempelhoff (27. Aug.)
- 69. Katzenkinderkrabbelgruppe (3. Sep.)
- 70. Strauß trifft Ravel (10. Sep.)
- 71. Am Schwanz gepackt! (17. Sep.)
- 72. Kleine Eselschule (24. Sep.)
- 73. Gezeichnet fürs Leben (1. Okt.)
- 74. Unter Verdacht (8. Okt.)
- 75. Jörg – der Zaunkönig (15. Okt.)
- 76. Was für ein Esel! (22. Okt.)
- 77. Sorgen um die Kinder (29. Okt.)
- 78. Ein Tag im November (5. Nov.)
- 79. Der Herbstausflug (12. Nov.)
- 80. Notfall im Affenhaus (19. Nov.)
- 81. Abschied im Affenhaus (26. Nov.)
- 82. Schwänzchen in die Höh’! (3. Dez.)
- 83. Nager zu mager? (10. Dez.)
- 84. Macho mit Handicap (23. Dez.)

### 2005
Im Jahr 2005 wurden 51 Folgen ausgestrahlt. Die Redaktion lag bei Peter Gütte (eine Folge Peter Dreckmann), die Redaktionsleitung hatte Peter Dreckmann. 
- 85. Die Zerreißprobe (7. Jan.)
- 86. Hohe Tiere unter sich (14. Jan.)
- 87. Der Nächste bitte! (21. Jan.)
- 88. Still ruht der See (28. Jan.)
- 89. Löwenzahn im Winter (4. Feb.)
- 90. Warten aufs Kroko (11. Feb.)
- 91. Wenn Zebrastreifen schleifen … (18. Feb.)
- 92. Enttäuschung und Hoffnung (25. Feb.)
- 93. Abschied vom Flusspferd (4. Mär.)
- 94. Die kritische Phase (11. Mär.)
- 95. Schwere Zeiten (18. Mär.)
- 96. Frühlingsgefühle (25. Mär.)
- 97. Alle Vögel sind schon da (1. Apr.)
- 98. Gestreift gegen Gefleckt (8. Apr.)
- 99. Wunde Füße (15. Apr.)
- 100. Schwerer Abschied (22. Apr.)
- 101. Königskinder (29. Apr.)
- 102. Ein Lama zieht um (6. Mai)
- 103. Schlaf schön, Malik! (13. Mai)
- 104. Abschied von Malik (20. Mai)
- 105. Eine schwere Geburt (27. Mai)
- 106. Sommer, Sonne, Sensationen (3. Jun.)
- 107. Friedensmission in Afrika (10. Jun.)
- 108. Freischwimmer (17. Jun.)
- 109. Familienangelegenheiten (24. Jun.)
- 110. Zickenalarm (1. Jul.)
- 111. Junge oder Mädchen? (8. Jul.)
- 112. Hohe Schule für kleine Esel (15. Jul.)
- 113. Frieden durch Erdbeerjoghurt (22. Jul.)
- 114. Da wird ein Schuh draus! (29. Jul.)
- 115. Annäherungsversuche (5. Aug.)
- 116. Auf Messers Schneide (12. Aug.)
- 117. Ein Freund für Horst (19. Aug.)
- 118. Von Mann zu Mann (26. Aug.)
- 119. Melone satt! (2. Sep.)
- 120. Verlorene Hoffnung (9. Sep.)
- 121. Kommen und Gehen (16. Sep.)
- 122. SOS im Hyänengehege (23. Sep.)
- 123. Eine bittere Pille (30. Sep.)
- 124. Trauriger Abschied (7. Okt.)
- 125. OP am laufenden Meter (14. Okt.)
- 126. Lockruf nach Leipzig (21. Okt.)
- 127. Unklare Verhältnisse (28. Okt.)
- 128. Fuß fassen (4. Nov.)
- 129. Es ist ein …? (11. Nov.)
- 130. Eine Nummer zu groß! (18. Nov.)
- 131. Lustloser Leguan (25. Nov.)
- 132. Knöpfchen in Lebensgefahr! (2. Dez.)
- 133. Raubtier ohne Gier (16. Dez.)
- 134. Gut gefaucht, Tiger! (23. Dez.)
- 135. Ein Erd-Weibchen zieht um (30. Dez.)

### 2006
Im Jahr 2006 wurden 52 Folgen ausgestrahlt. Die Redaktion lag bei Peter Gütte, ab Folge 180 bei Anja Hagemeier. Die Redaktionsleitung hatte Peter Dreckmann. 
- 136. Die schwanzlose Männergruppe (6. Jan.)
- 137. Aus die Maus! (13. Jan.)
- 138. Brüderchen und Schwesterchen (20. Jan.)
- 139. Junggesellenabschied (27. Jan.)
- 140. Eiskalt erwischt (3. Feb.)
- 141. Schöner wohnen! (10. Feb.)
- 142. Boa mit Beule (17. Feb.)
- 143. Geflügeltes Glück (24. Feb.)
- 144. Vorfall mit Vorfall (3. Mär.)
- 145. Im Rausch der Sinne (10. Mär.)
- 146. Tempis Tempel (17. Mär.)
- 147. Dreihundert Zähne (24. Mär.)
- 148. Wenn Robben robben (31. Mär.)
- 149. Frauentausch (7. Apr.)
- 150. Rekordverdächtig! (14. Apr.)
- 151. Hasis auf Eiersuche (21. Apr.)
- 152. Schnupperkurs (28. Apr.)
- 153. Freund oder Feind? (5. Mai)
- 154. Vom Kommen und Gehen (12. Mai)
- 155. Lang lebe der König! (19. Mai)
- 156. Zur Sonne, zur Freiheit! (26. Mai)
- 157. Schweres Geschütz (2. Jun.)
- 158. Pechvögel (9. Jun.)
- 159. Ein heißes Pflaster (16. Jun.)
- 160. Wie aus dem Bilderbuch! (23. Jun.)
- 161. Blut geleckt? (30. Jun.)
- 162. Hoffen und Bangen (7. Jul.)
- 163. Auf eigenen Füßen (14. Jul.)
- 164. Rezzo im Vaterglück! (21. Jul.)
- 165. Bebes Baby (28. Jul.)
- 166. Durch Dick und Dünn (4. Aug.)
- 167. Tiefe Gräben (11. Aug.)
- 168. Der Pferdeflüsterer (18. Aug.)
- 169. Operation Zebra (25. Aug.)
- 170. High Noon! (1. Sep.)
- 171. Falsche Fährte (8. Sep.)
- 172. Nicht nur sauber sondern rein (15. Sep.)
- 173. Unverhofft kommt oft! (22. Sep.)
- 174. Viele Vögel fangen (29. Sep.)
- 175. Liebesreigen der Kolosse (6. Okt.)
- 176. Das Phantom des Tempels (13. Okt.)
- 177. Ratte… verzweifelt gesucht! (20. Okt.)
- 178. Der mit dem Wolf rennt (27. Okt.)
- 179. Licht ins Dunkel (3. Nov.)
- 180. Au, Backe! (10. Nov.)
- 181. Frauenpower (17. Nov.)
- 182. Machtspiele (24. Nov.)
- 183. Aktion Sorgenkind (1. Dez.)
- 184. Schweren Schrittes (8. Dez.)
- 185. Die wilde Hilde (15. Dez.)
- 186. Pantoffelheld wider Willen (22. Dez.)
- 187. Eine Schlange im Wartezimmer (29. Dez.)

### 2007
Im Jahr 2007 wurden 52 Folgen ausgestrahlt. Die Redaktion lag bei Anja Hagemeier. Die Redaktionsleitung übernahm Peter Dreckmann.
- 188. Neubezug (5. Jan.)
- 189. Bunte Streifen (12. Jan.)
- 190. Hoffen und Bangen (19. Jan.)
- 191. Ein Paket für Erdmännchen (26. Jan.)
- 192. Scheues Baby (2. Feb.)
- 193. Freiwillige vor (9. Feb.)
- 194. Bauboom (16. Feb.)
- 195. Hengste ohne Ängste (23. Feb.)
- 196. Der große Knall (2. Mär.)
- 197. Auf leisen Pfoten (9. Mär.)
- 198. Effie sucht das Glück (16. Mär.)
- 199. Babyklau (23. Mär.)
- 200. Es liegt was in der Luft (30. Mär.)
- 201. Abgeschoben (6. Apr.)
- 202. Auswilderung (13. Apr.)
- 203. Graumull gesucht (20. Apr.)
- 204. Unter Spannung (27. Apr.)
- 205. Seltener Anblick (4. Mai)
- 206. Mysteriös (11. Mai)
- 207. Giraffenzuwachs (18. Mai)
- 208. Unter die Haut (25. Mai)
- 209. Halbes Hähnchen (1. Jun.)
- 210. Reine Männersache (8. Jun.)
- 211. Geschnuppert (15. Jun.)
- 212. Ausgespielt (22. Jun.)
- 213. (29. Jun.)
- 214. Hochdruck (6. Jul.)
- 215. Kleine Tiger, großes Tamtam (13. Jul.)
- 216. Putzfimmel (20. Jul.)
- 217. Wege zum Ruhm (27. Jul.)
- 218. Gut beschirmt (3. Aug.)
- 219. Babyalarm (10. Aug.)
- 220. Schnipp-Schnapp (17. Aug.)
- 221. Austrieb (24. Aug.)
- 222. Abgebrochen (31. Aug.)
- 223. Guck mal, wer da pfeift! (7. Sep.)
- 224. Hart aber herzlich (14. Sep.)
- 225. Bärenstark! (21. Sep.)
- 226. Für alle Fälle Christa (28. Sep.)
- 227. Chefsache! (5. Okt.)
- 228. Spritztour (12. Okt.)
- 229. Auf dem Sprung (19. Okt.)
- 230. Einschneidende Erlebnisse (26. Okt.)
- 231. Dicker Ducker? (2. Nov.)
- 232. Die Reifeprüfung (9. Nov.)
- 233. Babyboom im Pongoland (16. Nov.)
- 234. Ein kleiner Italiener (23. Nov.)
- 235. La Dolce Vita (30. Nov.)
- 236. Intime Enthüllungen (7. Dez.)
- 237. Einigkeit und Fisch und Freiheit (14. Dez.)
- 238. Rache ist süß (21. Dez.)
- 239. Kleiner Tiger, große Sorgen (28. Dez.)

### 2008
Im Jahr 2008 wurden 52 Folgen ausgestrahlt. Die Redaktion lag bei Anja Hagemeier und in wenigen Folgen auch bei Carsten Mumme. Die Redaktionsleitung übernahm Peter Dreckmann.
- 240. Wenn’s mal wieder länger dauert… (4. Jan.)
- 241. Kontrollierte Offensive (11. Jan.)
- 242. Das stellvertretende Marketing-Lama (18. Jan.)
- 243. Grenzerfahrungen (25. Jan.)
- 244. Große Sprünge… (1. Feb.)
- 245. Fesselspiele im Bullenhaus (8. Feb.)
- 246. Die Musterschüler (15. Feb.)
- 247. Fischers Franz fischt frische Fische (22. Feb.)
- 248. Mehr Gips gibt’s nicht! (29. Feb.)
- 249. Leipziger Verbandstag (7. Mär.)
- 250. Aus Kindern werden Leute (14. Mär.)
- 251. Die gebeutelte Leihmutter (21. Mär.)
- 252. Weißes Gold? (28. Mär.)
- 253. Kaltgestellt (4. Apr.)
- 254. Frühlingserwachen (11. Apr.)
- 255. Geburtswehen bei Gorilla & Co. (18. Apr.)
- 256. Die WG im Wald (25. Apr.)
- 257. Jagdfieber (2. Mai)
- 258. Tiefe Einblicke (9. Mai)
- 259. Der kastrierte Eros (16. Mai)
- 260. Kein Sommer ohne Gras! (23. Mai)
- 261. Unheil am Königshof (30. Mai)
- 262. Abschied von Rhani? (6. Jun.)
- 263. Schmerzhafter Stillstand (13. Jun.)
- 264. Aller Anfang ist schwer… (20. Jun.)
- 265. Liebe im Dreivierteltakt (27. Jun.)
- 266. Bombenstimmung! (4. Jul.)
- 267. Arrivederci, Grappa! (11. Jul.)
- 268. Hauen und Stechen (18. Jul.)
- 269. Ein echter Brüller! (25. Jul.)
- 270. Drei sind eine zu viel (1. Aug.)
- 271. Es werde: Eine Herde! (8. Aug.)
- 272. Ballfieber (15. Aug.)
- 273. Mähnenwolf mit Biss (22. Aug.)
- 274. Eine Kuh macht muuhh… (29. Aug.)
- 275. Eine haarige Angelegenheit (5. Sep.)
- 276. Mann o Mann (12. Sep.)
- 277. Ein Elefant auf Lustreise (19. Sep.)
- 278. Seid fruchtbar und mehret euch (26. Sep.)
- 279. Zusammen ist man weniger allein (3. Okt.)
- 280. Zittern hinter Gittern (10. Okt.)
- 281. Zeit der Zärtlichkeit (17. Okt.)
- 282. Sauber, Mann! (24. Okt.)
- 283. Alles im Grünen…?! (31. Okt.)
- 284. Dieters Welt (7. Nov.)
- 285. Der Duft der Frauen (14. Nov.)
- 286. Ein Gourmet mit acht Armen (21. Nov.)
- 287. Katzenjammer (28. Nov.)
- 288. Die Entdeckung der Neuen Welt (5. Dez.)
- 289. Je t’aime – wer mit wem? (12. Dez.)
- 290. Schöne Bescherung! (19. Dez.)
- 291. Im Affenzahn – Zola erobert die Welt (26. Dez.)

### 2009
Im Jahr 2009 wurden 51 Folgen ausgestrahlt. Die Redaktion lag bei Anja Hagemeier und in der ersten Folge auch bei Carsten Mumme. Die Redaktionsleitung übernahm Peter Dreckmann.
- 292. Zwischen Frühstück und Gänsebraten (2. Jan.)
- 293. Wen der Hafer sticht… (9. Jan.)
- 294. Ice Age – Jetzt zittert der Zoo! (16. Jan.)
- 295. Wenn einer eine Reise tut… (23. Jan.)
- 296. Die kindliche Königin (30. Jan.)
- 297. Ein Hauch von Hollywood (6. Feb.)
- 298. Wenn Mütter zu sehr lieben (13. Feb.)
- 299. Reiselust (20. Feb.)
- 300. Keiner soll einsam sein! (27. Feb.)
- 301. Das Große Fressen (6. Mär.)
- 302. Schöner Po macht froh! (13. Mär.)
- 303. Baby-Alarm (20. Mär.)
- 304. Nah am Wasser gebaut! (27. Mär.)
- 305. Was lange währt… (3. Apr.)
- 306. Und bist Du nicht willig… so wirst Du getragen! (10. Apr.)
- 307. Raus, raus, raus! (17. Apr.)
- 308. Schöner Salat (24. Apr.)
- 309. Die dreisten Drei (1. Mai)
- 310. Maßarbeit (8. Mai)
- 311. Nanu, ein Gnu! (15. Mai)
- 312. Goodbye Goodboy! (22. Mai)
- 313. Freud und Leid (29. Mai)
- 314. Die Kinder vom Leipziger Zoo (12. Jun.)
- 315. Zahn um Zahn (19. Jun.)
- 316. Wenn zwei sich streiten… (26. Jun.)
- 317. Larve! Lichter! Lecker! (3. Jul.)
- 318. Die schnelle Eingreiftruppe (10. Jul.)
- 319. Auf in den Kampf! (17. Jul.)
- 320. Das Känguru ist los! (24. Jul.)
- 321. Mehrweg-Träume (31. Jul.)
- 322. Tapetenwechsel (7. Aug.)
- 323. Die Retourkutsche (14. Aug.)
- 324. Das letzte Geleit (21. Aug.)
- 325. Schein und Sein! (28. Aug.)
- 326. Frauen an die Macht! (4. Sep.)
- 327. Eine Frühlingsrolle im Herbst (11. Sep.)
- 328. Wunschkind und Kinderwunsch (18. Sep.)
- 329. Lieber Arm dran – als Arm ab (25. Sep.)
- 330. Klar Schiff! (2. Okt.)
- 331. Ein Nickerchen fürs Dickerchen (9. Okt.)
- 332. Scheiden tut weh (16. Okt.)
- 333. Ein Mann geht seinen Weg (23. Okt.)
- 334. Die schwierige Sabine (30. Okt.)
- 335. Eine runde Sache (6. Nov.)
- 336. Im Wechselbad der Gefühle (13. Nov.)
- 337. Mekongs Abschiedsgeschenk (20. Nov.)
- 338. Mätzchen von Mäxchen (27. Nov.)
- 339. Bullentausch (4. Dez.)
- 340. Nah dran (11. Dez.)
- 341. Fest der Liebe (18. Dez.)
- 342. Heiliger Bimbam! (25. Dez.)

### 2010
Im Jahr 2010 wurden 51 Folgen ausgestrahlt. Die Redaktion lag bei Anja Hagemeier. Peter Dreckmann übernahm nur noch für die erste Folge die Redaktionsleitung.
- 343. Ein Star mit Schönheitsfehlern (1. Jan.)
- 344. Der Duft, der Frauen… besänftigt? (8. Jan.)
- 345. Der Bär ist los! (15. Jan.)
- 346. Kalter Schweiß (22. Jan.)
- 347. Wege zum Glück (29. Jan.)
- 348. LSDS – Leipzig sucht den Superstar (5. Feb.)
- 349. Schwein gehabt! (12. Feb.)
- 350. Und ewig lockt das Weib! (19. Feb.)
- 351. Lekkere meisjes uit Holland (26. Feb.)
- 352. Alle mal Schnabel halten! (5. Mär.)
- 353. Winter adé (12. Mär.)
- 354. Mach mit, mach’s nach, mach’s besser (19. Mär.)
- 355. Zur Sache, Schätzchen! (26. Mär.)
- 356. Drama im Giraffenstall (2. Apr.)
- 357. Armer „Kleiner Knopf“ (9. Apr.)
- 358. Prachtexemplare (16. Apr.)
- 359. Reine Männersache (23. Apr.)
- 360. Wilder Partnertausch (2. Mai)
- 361. Silberne Hochzeit? (7. Mai)
- 362. Kleine Schweinereien! (14. Mai)
- 363. Der Störenfried (21. Mai)
- 364. Budenzauber (28. Mai)
- 365. Frische Franzosen (4. Jun.)
- 366. Junge, Junge! (11. Jun.)
- 367. Kinderglück und scharfe Spritzen (18. Jun.)
- 368. Von Mäusen und Menschen (25. Jun.)
- 369. Tam Biet Voi Nam – Auf Wiedersehen kleiner Junge (2. Jul.)
- 370. Stars in allen Fellen (9. Jul.)
- 371. Aussenseiter – Spitzenreiter (16. Jul.)
- 372. Hitzköpfe (23. Jul.)
- 373. Schlimme Schmerzen (30. Jul.)
- 374. Wonneproppen! (6. Aug.)
- 375. Wilde Hengste (13. Aug.)
- 376. Pfundskur für die Liebe (20. Aug.)
- 377. Milchpause (27. Aug.)
- 378. Außer Rand und Band (3. Sep.)
- 379. Prinzip Hoffnung (10. Sep.)
- 380. Bewährungsprobe! (17. Sep.)
- 381. In der Ruhe liegt die Kraft (24. Sep.)
- 382. Verliebt, verkuppelt, verheiratet (1. Okt.)
- 383. Bürsten bis zum Umfallen (8. Okt.)
- 384. Husten, Schnupfen, Heiterkeit (15. Okt.)
- 385. Die drei ??? (22. Okt.)
- 386. Versteckspiel (29. Okt.)
- 387. Auf eigenen Pfoten (5. Nov.)
- 388. Ein gefundenes Fressen… (12. Nov.)
- 389. Allerlei Verwicklungen (19. Nov.)
- 390. Nichts als die nackte Wahrheit (26. Nov.)
- 391. Geduldspiel (3. Dez.)
- 392. Winterwunderland (10. Dez.)
- 393. Was für Kinder!? (17. Dez.)

### 2011
Im Jahr 2011 wurden 52 Folgen ausgestrahlt. Die Redaktion lag bis Ende September bei Anja Hagemeier. Für die Folge 433 sprang Peter Dreckmann ein. Für die restlichen Folgen übernahm Anette Reiß diese Position.
- 394. Frostschutz Royal (7. Jan.)
- 395. Ein König im Exil (14. Jan.)
- 396. Jetzt kommt’s dicke! (21. Jan.)
- 397. Flucht von Alcatraz (28. Jan.)
- 398. Kleine Schmuckstücke (4. Feb.)
- 399. Ein Pflaster für Fridolin (11. Feb.)
- 400. Denn erstens kommt es anders… (18. Feb.)
- 401. Das stille Leiden des Bartaffen (25. Feb.)
- 402. Umkämpfter Wohnungsmarkt (4. Mär.)
- 403. Vier Gnus und ein Halleluja (11. Mär.)
- 404. Stein oder Nichtstein (18. Mär.)
- 405. Manche mögen’s heiß (25. Mär.)
- 406. Auf die Länge kommt es an! (1. Apr.)
- 407. Geteiltes Leid ist halbes Leid (8. Apr.)
- 408. Zurück ins Glück? (15. Apr.)
- 409. Ein doppelter Abschied (22. Apr.)
- 410. Hoffen, Warten, Freude (29. Apr.)
- 411. Weise Waisen (6. Mai)
- 412. Kleiner Mann – was nun? (13. Mai)
- 413. Ein königlicher Coup (20. Mai)
- 414. Gefährliche Nähe (27. Mai)
- 415. Wenn Drei sich einen Wolf graben (3. Jun.)
- 416. Der Countdown läuft (10. Jun.)
- 417. Heidis großer Augenblick (17. Jun.)
- 418. Straußentaktik (24. Jun.)
- 419. Zurück in die Zukunft (1. Jul.)
- 420. Ablenkungsmanöver (8. Jul.)
- 421. Schererei mit Horst (15. Jul.)
- 422. Die Strohwitwen von Gondwanaland (22. Jul.)
- 423. Gut eingelocht! (29. Jul.)
- 424. Harte Schale, weicher Kern (5. Aug.)
- 425. Schlottern vor den Ottern (12. Aug.)
- 426. Fliegeralarm! (19. Aug.)
- 427. Was Frauen wollen (26. Aug.)
- 428. Sorge um Heidi (2. Sep.)
- 429. Meine kleine Farm (9. Sep.)
- 430. Die Entdeckung der Langsamkeit (16. Sep.)
- 431. Venus und Mars (23. Sep.)
- 432. Schmerzhafte Entscheidung (30. Sep.)
- 433. Früher Vogel… (7. Okt.)
- 434. Vogel frei! (14. Okt.)
- 435. Gondwana – Sinfonie eines Urwalds (21. Okt.)
- 436. Plagegeister im Fadenkreuz (28. Okt.)
- 437. Flitzen oder Spritzen? (4. Nov.)
- 438. Ein Winter in den Tropen (11. Nov.)
- 439. Riskante Zärtlichkeit (18. Nov.)
- 440. Schimpansen-Schach (25. Nov.)
- 441. Fataler Fehltritt (2. Dez.)
- 442. Aktuelle Kamera (9. Dez.)
- 443. Ein kleines Nashorn! (16. Dez.)
- 444. Wanzen für Hoas Wanst (23. Dez.)
- 445. Die Dinge des Lebens (30. Dez.)

### 2012
Im Jahr 2012 wurden 52 Folgen ausgestrahlt. Die Redaktion lag bei Anette Reiß.
- 446. Des Rätsels Lösung (6. Jan.)
- 447. Kinderstuben (13. Jan.)
- 448. Elternzeit (20. Jan.)
- 449. Masse und Klasse (27. Jan.)
- 450. Liebe oder Hiebe? (3. Feb.)
- 451. Nadelarbeit im Sperrbezirk (10. Feb.)
- 452. Neues aus dem Saustall (17. Feb.)
- 453. Ein verlockendes Angebot (24. Feb.)
- 454. Geisteskraft durch Himbeersaft (2. Mär.)
- 455. Ausgetrickst (9. Mär.)
- 456. Schritte ins Leben (16. Mär.)
- 457. Stumm wie ein Fisch? (23. Mär.)
- 458. Eine Frage der Zeit (30. Mär.)
- 459. Es geht los! (6. Apr.)
- 460. Mutter Natur (13. Apr.)
- 461. Vorübergehend geschlossen! (20. Apr.)
- 462. Immer der Nase nach! (27. Apr.)
- 463. Süße Geheimnisse (4. Mai)
- 464. Lernen fürs Leben (11. Mai)
- 465. Die Qual der Wahl! (18. Mai)
- 466. Süße Früchtchen (25. Mai)
- 467. Babys und Blutsauger (1. Jun.)
- 468. Liebe – oder lieber nicht? (8. Jun.)
- 469. Immer Ärger mit den Nachbarn (15. Jun.)
- 470. Max allein zu Haus (22. Jun.)
- 471. Invasion der Frackträger (29. Jun.)
- 472. Fracksausen (6. Jul.)
- 473. Cuba Libre (13. Jul.)
- 474. Tatort Zoo (20. Jul.)
- 475. Anschluss gesucht! (27. Jul.)
- 476. Skandal um Rosi! (3. Aug.)
- 477. Das große Ganze (10. Aug.)
- 478. Dem Täter auf der Spur (17. Aug.)
- 479. Auf den guten Ton kommt’s an (24. Aug.)
- 480. Der Mann mit der Mütze (31. Aug.)
- 481. Tragische Diagnose (7. Sep.)
- 482. Jenseits von Afrika (14. Sep.)
- 483. Die Waffen der Frauen (21. Sep.)
- 484. Wer ist hier der Boss? (28. Sep.)
- 485. Alles klar, Herr Kommissar? (5. Okt.)
- 486. Reif für die Insel! (12. Okt.)
- 487. Mobbing, Models, Mutterglück (19. Okt.)
- 488. Letzter Akt im Affentheater (26. Okt.)
- 489. Kindsköpfe (2. Nov.)
- 490. Ich Chef, Du nix! (9. Nov.)
- 491. Die Untermieter (16. Nov.)
- 492. Freud und Leid (23. Nov.)
- 493. Das Dream-Team (30. Nov.)
- 494. Nomen est omen (7. Dez.)
- 495. Das Fest (14. Dez.)
- 496. Einer ist kleiner… (21. Dez.)
- 497. Kleine Abenteurer (28. Dez.)

### 2013
Im Jahr 2013 wurden 52 Folgen ausgestrahlt. Die Redaktion lag bis Folge 510 bei Anette Reiß oder Claudia Schreiner, wobei auch Dirk Rakow (Dirk Bulthaupt) als Redakteur für die Folgen 509 und 510 tätig war. Ab Folge 511 übernahm Christina Herßebroick diese Aufgabe. Zu einem festen Bestandteil der Redaktion wurde Rakow ab Folge 535, infolgedessen Herßebroick die Redaktionsleitung übernahm.
- 498. Klein, aber oho! (4. Jan.)
- 499. Auf den zweiten Blick (11. Jan.)
- 500. Eine ganz schön runde Sache (18. Jan.)
- 501. Der Einschnitt (25. Jan.)
- 502. Der junge Engländer (1. Feb.)
- 503. Gruppentherapie (8. Feb.)
- 504. Der große Tag! (15. Feb.)
- 505. Kleine Rüsselnase – ganz groß (22. Feb.)
- 506. Nachteulen auf der Lauer (1. Mär.)
- 507. Schwergeburt (8. Mär.)
- 508. Auf Regen folgt Sonnenschein (15. Mär.)
- 509. Wie ausgewechselt (22. Mär.)
- 510. Im Rausch der Tiefe (29. Mär.)
- 511. Riskanter Besuch (5. Apr.)
- 512. Kalte Füße (12. Apr.)
- 513. Inselträume (19. Apr.)
- 514. Eine schwere Aufgabe (26. Apr.)
- 515. Das wird eng! (3. Mai)
- 516. Das Ende einer Ära (10. Mai)
- 517. Vorwärts immer, rückwärts nimmer (17. Mai)
- 518. Der kleine Portugiese (24. Mai)
- 519. Kleiner Störenfried (31. Mai)
- 520. Große Freiheit auf St. Fauli (7. Jun.)
- 521. Immer Ärger mit den Kleinen (14. Jun.)
- 522. Auge um Auge! (21. Jun.)
- 523. Verschollen? (28. Jun.)
- 524. Es ist was faul… (5. Jul.)
- 525. Ruf der Wildnis (12. Jul.)
- 526. Ciao Papa Jao! (19. Jul.)
- 527. Schöner Mist! (26. Jul.)
- 528. Bernburger Mädchen (2. Aug.)
- 529. Wer zu spät kommt… (9. Aug.)
- 530. Heißer Sommer (16. Aug.)
- 531. Gut Ding will Weile haben (23. Aug.)
- 532. Die Angst im Nacken (30. Aug.)
- 533. Stürmische Zeiten! (6. Sep.)
- 534. Ungeahnte Herausforderungen! (13. Sep.)
- 535. Das Wunder der Geburt (20. Sep.)
- 536. Die Mutprobe (27. Sep.)
- 537. Buschgeflüster (4. Okt.)
- 538. Zickenterror im Affentheater (11. Okt.)
- 539. Unter großem Geschrei (18. Okt.)
- 540. Mensch, das kleine Nashorn (25. Okt.)
- 541. Bitte nicht von hinten! (1. Nov.)
- 542. Mit allen Wassern gewaschen (8. Nov.)
- 543. Es ist ein Smart! (15. Nov.)
- 544. Spannung im Aquarium (22. Nov.)
- 545. Smart auf Achse (29. Nov.)
- 546. Herrentag im Badehaus (6. Dez.)
- 547. Das Kind im Stall (13. Dez.)
- 548. Oh, Tannenbaum! (20. Dez.)
- 549. Schöne Aussichten (27. Dez.)

### 2014
Im Jahr 2014 wurden 50+1 Folgen ausgestrahlt. Die Redaktion lag bei Dirk Rakow (Dirk Bulthaupt). Die Redaktionsleitung übernahm Christina Herßebroick.
- 550. Die Geisha (3. Jan.)
- 551. Schon angekommen? (10. Jan.)
- 552. Einfach riesig, die Kleinen! (17. Jan.)
- 553. Ein starkes Stück (24. Jan.)
- 554. Gefährliche Fracht (31. Jan.)
- 555. Milchdiebe? (7. Feb.)
- 556. Geier Sturzflug (14. Feb.)
- 557. Frühling im Winter! (21. Feb.)
- 558. Hummer mit Kummer (28. Feb.)
- 559. High Noon am Gartenzaun (7. Mär.)
- 560. Lasse und die Leos (14. Mär.)
- 561. Der Mütterclub (21. Mär.)
- 562. Bye Bye Baru! (28. Mär.)
- 563. Hurtige Hufe (4. Apr.)
- 564. Kay-Uwe (11. Apr.)
- Frisch geschlüpft (18. Apr.) Diese Folge erhielt keine Nummer
- 565. Liebe mit Handicap (25. Apr.)
- 566. BudenzauBär (2. Mai)
- 567. Bis gleich beim Scheich! (9. Mai)
- 568. Peggys Augenlicht (16. Mai)
- 569. Flamingo trifft Eule (23. Mai)
- 570. Scheibenkleister! (30. Mai)
- 571. Vatnes Roter Teppich (6. Jun.)
- 572. Christoph und seine Pechvögel (13. Jun.)
- 573. Lichtblicke (20. Jun.)
- 574. Flowerpower (27. Jun.)
- 575. Das Leben der Anderen (4. Jul.)
- 576. Kinder, wie die Zeit vergeht! (11. Jul.)
- 577. Fliegengewichte (18. Jul.)
- 578. Quollitätskontrolle (25. Jul.)
- 579. Für alle Fälle: Falle! (1. Aug.)
- 580. Zu Land, zu Wasser, in der Luft (8. Aug.)
- 581. Oje – Plumplori zur OP? (15. Aug.)
- 582. Tarnen und Täuschen (22. Aug.)
- 583. Aufbruch ins Unbekannte (29. Aug.)
- 584. Ziemlich beste Freundinnen (5. Sep.)
- 585. Mia, meine Mia (12. Sep.)
- 586. Neues Leben (19. Sep.)
- 587. Adiós, Koloss! (26. Sep.)
- 588. Die Trickkiste (3. Okt.)
- 589. Ein gutes Näschen (17. Okt.)
- 590. Eine Nasenlänge voraus (24. Okt.)
- 591. Geschwind durchs Labyrinth (31. Okt.)
- 592. Geisterstunde (7. Nov.)
- 593. Der letzte Mohikaner (14. Nov.)
- 594. Der Lockvogel (21. Nov.)
- 595. Was Federn hat, muss rein (28. Nov.)
- 596. Alles auf Anfang (5. Dez.)
- 597. Fette Beute (12. Dez.)
- 598. Frohe Botschaften (19. Dez.)
- 599. Heute Kinder wird’s was geben… (26. Dez.)

### 2015
Im Jahr 2015 wurden 52 Folgen ausgestrahlt. Die Redaktion lag bei Dirk Rakow (Dirk Bulthaupt). Die Redaktionsleitung übernahm Christina Herßebroick.
- 600. In der Höhle des Löwen (2. Jan.)
- 601. Auf ungewohnten Pfaden (9. Jan.)
- 602. Linas Geschenk (16. Jan.)
- 603. Quoll-Lust oder Frust? (23. Jan.)
- 604. Die Grenzen der Freiheit (30. Jan.)
- 605. Bitte nicht stören! (6. Feb.)
- 606. Zwillinge im Bärenhaus (13. Feb.)
- 607. Nie wieder Langeweile! (20. Feb.)
- 608. Bangen um Luena (27. Feb.)
- 609. Eine schwere Entscheidung (6. Mär.)
- 610. Lumpis Liebesnest (13. Mär.)
- 611. Einsatz in vier Wänden (20. Mär.)
- 612. Es geschah am helllichten Tag (27. Mär.)
- 613. Licht und Schatten (3. Apr.)
- 614. Einfach nicht zu fassen! (10. Apr.)
- 615. Wer hätte das gedacht? (17. Apr.)
- 616. Die zwei Kolosse zum Heben (24. Apr.)
- 617. Afrika für Anfänger (1. Mai)
- 618. Alles neu macht der Mai (8. Mai)
- 619. Schwere Jungs (15. Mai)
- 620. Krimi im Kreißsaal (22. Mai)
- 621. Die Letzte hält die Stellung (29. Mai)
- 622. Sehen und gesehen werden (5. Jun.)
- 623. Auf die Bäume ihr Affen! (12. Jun.)
- 624. In der Bredouille (19. Jun.)
- 625. Zu zweit ist man weniger allein (26. Jun.)
- 626. Die Minis von Mercedes (3. Jul.)
- 627. Ein Hengst, den sie Henry nannten! (10. Jul.)
- 628. Spannung pur (17. Jul.)
- 629. Da muss Mann durch! (24. Jul.)
- 630. Der Flamingo-Kindergarten (31. Jul.)
- 631. Jeder Meter zählt! (7. Aug.)
- 632. Anoas sind auch nur Menschen (14. Aug.)
- 633. Katze gefischt! (21. Aug.)
- 634. Noch viel zu lernen… (28. Aug.)
- 635. Pinguin-Bingo (4. Sep.)
- 636. Wer sucht, der findet? (11. Sep.)
- 637. Zehn kleine Grevy-Zebras… (18. Sep.)
- 638. Von wegen eitel Sonnenschein! (25. Sep.)
- 639. Hoch soll er leben! (2. Okt.)
- 640. Scheue Schwestern (9. Okt.)
- 641. Buhcstbensalat made in USA (16. Okt.)
- 642. Gut versteckt und doch entdeckt! (23. Okt.)
- 643. Die reinste Schlammschlacht (30. Okt.)
- 644. Keine Zeit der Zärtlichkeit (6. Nov.)
- 645. Ganz schön unterirdisch (13. Nov.)
- 646. Der "faule" Aquarianer (20. Nov.)
- 647. Die Wanne ist voll (27. Nov.)
- 648. Ein ganz eigener Schlag (4. Dez.)
- 649. Eine Frage der Balance (11. Dez.)
- 650. Rückwärts nimmer? (18. Dez.)
- 651. So nah und doch so fern… (25. Dez)

### 2016
Im Jahr 2016 wurden 52 Folgen ausgestrahlt. Die Redaktion lag bei Dirk Rakow (Dirk Bulthaupt). Die Redaktionsleitung übernahm Christina Herßebroick.
- 652. Alles Banane (1. Jan.)
- 653. Haidewitzka! (8. Jan.)
- 654. Amurs Pfeil (15. Jan.)
- 655. Nur Geduld! (22. Jan.)
- 656. Frau Hoffmann und die Nashörner (29. Jan.)
- 657. Die verschwundenen Krokodile (5. Feb.)
- 658. Das Kind braucht einen Namen! (12. Feb.)
- 659. Hüttengaudi (19. Feb.)
- 660. Flaschenkinder (26. Feb.)
- 661. Das Verhältnis von Calcium und Phosphor (4. Mär.)
- 662. Vom Mästen und langen Ästen (11. Mär.)
- 663. Umzug für kleine Drachen (18. Mär.)
- 664. Frau Hoffmann sucht das Abenteuer (25. Mär.)
- 665. Und der Haifisch, der hat Zähne (1. Apr.)
- 666. Vier Männer und ein Baby (8. Apr.)
- 667. Der Ruf der Freiheit (15. Apr.)
- 668. Hengst Henry hätte gerne Hattie (22. Apr.)
- 669. Stürmischer Tapetenwechsel (29. Apr.)
- 670. Oobi – Ooobi kommt (6. Mai)
- 671. Goede Reis, Abeni! (13. Mai)
- 672. 200 und 1 Köttel (20. Mai)
- 673. Der Vogel auf dem heißen Blech (27. Mai)
- 674. Die Erotik des Alters (3. Jun.)
- 675. Die junge Schabracke (10. Jun.)
- 676. Heiße Eisen (17. Jun.)
- 677. Zeit zum Zeugen (24. Jun.)
- 678. Die Männchenschaft (1. Jul.)
- 679. Immer Ärger für Rani (8. Jul.)
- 680. Gute Nachtgeschichten (15. Jul.)
- 681. Speed-Dating auf der Savanne (22. Jul.)
- 682. Katerfrühstück! (29. Jul.)
- 683. Von einem, der auszog… (5. Aug.)
- 684. Der König dankt ab (12. Aug.)
- 685. Eine neue Ära (19. Aug.)
- 686. Schüchtern, aber in Behandlung (26. Aug.)
- 687. Schlamm drüber! (2. Sep.)
- 688. Bangemachen gilt nicht! (9. Sep.)
- 689. Die Natur ist kein Disney-Film (16. Sep.)
- 690. Wer Grenzen überwindet… (23. Sep.)
- 691. Ouzos Erben (30. Sep.)
- 692. Quadratisch-Praktisch-Gut (7. Okt.)
- 693. Wirbelsturm im Wasserglas (14. Okt.)
- 694. Gut gegen Herbstblues (21. Okt.)
- 695. Man lernt nie aus! (4. Nov.)
- 696. Kann Sancho Horst? (11. Nov.)
- 697. Ab morgen wird alles anders (18. Nov.)
- 698. Auf Nummer sicher (25. Nov.)
- 699. Krake oder Feigling? (2. Dez.)
- 700. Feste feiern mit Horst (9. Dez.)
- 701. Die Milch macht’s! (16. Dez.)
- 702. Klar zum Entern! (23. Dez.)
- 703. Wie die Zeit im Flug vergeht! (30. Dez.)

### 2017
Im Jahr 2017 wurden 51 Folgen ausgestrahlt. Die Redaktion lag bei Dirk Rakow (Dirk Bulthaupt). Die Redaktionsleitung übernahm Christina Herßebroick.
- 704. Am Drücker (6. Jan.)
- 705. Gefährlich nah! (13. Jan.)
- 706. Offen für Neues (20. Jan.)
- 707. Liebe im Sekundentakt (27. Jan.)
- 708. Sieben auf einen Streich (3. Feb.)
- 709. Trotz Moos nix los? (10. Feb.)
- 710. Starker Auftritt (17. Feb.)
- 711. Wenn Kinder Kinder wollen (24. Feb.)
- 712. Robert zeigt Zähne (3. Mär.)
- 713. Kinderglück & Sorgenkind (10. Mär.)
- 714. Mädchen, Mädchen! (17. Mär.)
- 715. Wie man sich bettet… (24. Mär.)
- 716. ARG Wohnen (31. Mär.)
- 717. Frisch verputzt! (7. Apr.)
- 718. Nur riechen, nicht anfassen! (14. Apr.)
- 719. Die haben ’ne Scheibe! (21. Apr.)
- 720. Einzug ins Paradies (28. Apr.)
- 721. Nur nicht lockerlassen! (5. Mai)
- 722. Und er bewegt sich doch! (12. Mai)
- 723. Einen Schritt vor, einen zurück… (19. Mai)
- 724. Regen – Fluch und Segen! (26. Mai)
- 725. Kleine Tiere, grosse Namen (2. Jun.)
- 726. Den Mutigen gehört die Welt! (9. Jun.)
- 727. Nichts für Zartbesaitete (16. Jun.)
- 728. Eine Katze kommt selten allein (23. Jun.)
- 729. Max macht Mathe (30. Jun.)
- 730. Mias mutige Miezen (7. Jul.)
- 731. Im Sauseschritt zum Gipfelglück (14. Jul.)
- 732. Himalaya erwacht (21. Jul.)
- 733. Gipfelstürmer (28. Jul.)
- 734. Wenn die Gondeln Tauben tragen (4. Aug.)
- 735. Ferner Vater (11. Aug.)
- 736. Absolute Chefsache! (18. Aug.)
- 737. Einzelfallhilfe (25. Aug.)
- 738. Seltsame Verwandtschaft (1. Sep.)
- 739. Stachel gegen Stachel (8. Sep.)
- 740. Warteschleifen (15. Sep.)
- 741. Verschaukelt? (22. Sep.)
- 742. Es kann der Frömmste… (29. Sep.)
- 743. Videoüberwachung? Nein Danke! (6. Okt.)
- 744. Napoleons Kleider (20. Okt.)
- 745. Kein Bock! (27. Okt.)
- 746. Nichts für Choleriker! (3. Nov.)
- 747. Angestachelt? (10. Nov.)
- 748. Bäumchen, wechsle Dich! (17. Nov.)
- 749. Stimmungsschwankungen (24. Nov.)
- 750. Ein echter Ohrwurm (1. Dez.)
- 751. Mit Haut und Haar (8. Dez.)
- 752. Kindersegen (15. Dez.)
- 753. Plötzlich verkuppelt (22. Dez.)
- 754. Das Beste zum Schluss (29. Dez.)

### 2018
Im Jahr 2018 wurden 51 Folgen ausgestrahlt. Die Redaktion lag bei Dirk Rakow bzw. Bulthaupt. Die Redaktionsleitung übernahm Christina Herßebroick.
- 755. Ein Kessel Buntes (5. Jan.)
- 756. Affenbande (12. Jan.)
- 757. Videobeweis (19. Jan.)
- 758. Ausgang offen (26. Jan.)
- 759. Die penetrante Tante (2. Feb.)
- 760. Starker Mann fürs Pongoland (9. Feb.)
- 761. Auf die Würze kommt es an (16. Feb.)
- 762. Die Erleuchtung (23. Feb.)
- 763. Drei Faultiere sind einer zu viel (2. Mär.)
- 764. Der erste Eindruck (9. Mär.)
- 765. Tauwetter! (16. Mär.)
- 766. Eine reife Leistung (23. Mär.)
- 767. Umzug mit acht Armen (30. Mär.)
- 768. Zwei sind einer zuviel (6. Apr.)
- 769. Die Hebamme (13. Apr.)
- 770. Grenzgänger (20. Apr.)
- 771. Wenn die Hormone kreisen… (27. Apr.)
- 772. Bye, Bye, Heiderose! (4. Mai)
- 773. Übler Nachgeschmack (11. Mai)
- 774. David gegen Goliath (18. Mai)
- 775. Ab in die Pampa! (25. Mai)
- 776. Kindertag-Spezial (1. Jun.)
- 777. Hugos Kaufmannsladen (8. Jun.)
- 778. Alles ausser langweilig (15. Jun.)
- 779. Eugen sucht die Liebe (22. Jun.)
- 780. Kuno mag keine Lehrer (29. Jun.)
- 781. Husch, husch, hinter’n Busch! (6. Jul.)
- 782. Bonjour, Koala! (13. Jul.)
- 783. Ein echter Voi Nam (20. Jul.)
- 784. Zähne zeigen! (27. Jul.)
- 785. Staatsaffären (3. Aug.)
- 786. Was sich neckt, das liebt sich? (10. Aug.)
- 787. Teambildende Maßnahmen (17. Aug.)
- 788. Der Duft der Anderen (24. Aug.)
- 789. Brückentag (31. Aug.)
- 790. Wo ist Elfriede? (7. Sep.)
- 791. Ein neues Königreich (14. Sep.)
- 792. Nichts für schwache Herzen (21. Sep.)
- 793. Ein Geben und Nehmen (5. Okt.)
- 794. Frauenpower erwünscht! (12. Okt.)
- 795. Zicke Zick und Zicke Zack (19. Okt.)
- 796. Unterm Radar (26. Okt.)
- 797. Krötenwanderung (2. Nov.)
- 798. Der Almabtrieb (9. Nov.)
- 799. Auf bald, Torben! (16. Nov.)
- 800. Zeit zu gehen (23. Nov.)
- 801. Alles muss raus! (30. Nov.)
- 802. Guter Hoffnung! (7. Dez.)
- 803. Mit dem Kopf durch die Wand (14. Dez.)
- 804. Ach du meine Güte! (21. Dez.)
- 805. Zum Glück (28. Dez.)

### 2019
Im Jahr 2019 wurden 51 Folgen ausgestrahlt. Dirk Bulthaupt war nur noch bis April für die Redaktion tätig. Für fast alle restlichen Folgen übte Christina Herßebroick diese Tätigkeit aus, wobei auch Alexander Zimmeck und gegen Ende hin Jochen Vinzelberg für einige wenige Folgen die Redaktion übernahmen. Die Redaktionsleitung lag bei Herßebroick.
- 806. Lernen, lernen, popernen! (4. Jan.)
- 807. Halbstark (11. Jan.)
- 808. Immer im Blick (18. Jan.)
- 809. Ein Hai-kler Fang (25. Jan.)
- 810. Das Elefantenbaby ist da! (1. Feb.)
- 811. Wieder Stress mit Mutti (8. Feb.)
- 812. Die Elefantentante (15. Feb.)
- 813. Der schmale Grat (22. Feb.)
- 814. Das Leben des Brain (1. Mär.)
- 815. Matschepatsche (8. Mär.)
- 816. Tolle Tanten (15. Mär.)
- 817. Wasser für Sudan (22. Mär.)
- 818. Nachtsicht statt Nachtschicht (29. Mär.)
- 819. Aprilwetter (5. Apr.)
- 820. Herzrasen in der Lagune (12. Apr.)
- 821. Der ungebetene Gast (19. Apr.)
- 822. Jede Stimme zählt (26. Apr.)
- 823. Ein letzter Gruß (3. Mai)
- 824. Der Tierpfleger 2.0 (10. Mai)
- 825. Grosse Gala für Kala (17. Mai)
- 826. Aus dem Gröbsten raus? (24. Mai)
- 827. Englisch für Fortgeschrittene (31. Mai)
- 828. Nachtschwärmer (7. Jun.)
- 829. Kleine Erfrischung gefällig? (14. Jun.)
- 830. Hugo im Paradies (21. Jun.)
- 831. Von Wasserschweinen und Helmträgern (28. Jun.)
- 832. Heisse Spiele (5. Jul.)
- 833. Happy Birthday Afrika! (12. Jul.)
- 834. Grosse Jungs, Kleine Jungs (19. Jul.)
- 835. Neues von der Ranch (26. Jul.)
- 836. Ganz nah dran! (2. Aug.)
- 837. Hugos kleine Fluchten (9. Aug.)
- 838. Die schimpfende Wurzel (16. Aug.)
- 839. Der Besuch des großen Bullen (23. Aug.)
- 840. Das Mädchen muss an die frische Luft (30. Aug.)
- 841. Der Warmduscher (6. Sep.)
- 842. Alles Gute kommt von oben! (13. Sep.)
- 843. Aus den Augen, aus dem Sinn? (27. Sep.)
- 844. Trauer im Elefantentempel (4. Okt.)
- 845. Ein Satz mit X … das war wohl nix! (11. Okt.)
- 846. Raus aus den Federn… (18. Okt.)
- 847. Eine Affenliebe (25. Okt.)
- 848. Die Spannung steigt! (1. Nov.)
- 849. Mit der Kraft einer Löwin (8. Nov.)
- 850. Ein laues Lüftchen (15. Nov.)
- 851. Auf die Waage, bitte! (22. Nov.)
- 852. Kleine Schweinereien (29. Nov.)
- 853. Mutige Katzen, scheuer Kater (6. Dez.)
- 854. Kraftprotz Xembalo? (13. Dez.)
- 855. Benz auf Achse (20. Dez.)
- 856. Jahresrückblick 2019 (27. Dez.)

### 2020
Im Jahr 2020 wurden 51 Folgen ausgestrahlt. Die Redaktion lag bei Jochen Vinzelberg. Die Redaktionsleitung übernahm Christina Herßebroick.
- 857. Frohes Neues! (3. Jan.)
- 858. Toi toi toi! (10. Jan.)
- 859. Bewegte Zeiten (17. Jan.)
- 860. Die neue Freundin (24. Jan.)
- 861. Der grosse Wurf (31. Jan.)
- 862. Das Grosse Auge (7. Feb.)
- 863. Alles Dran? (14. Feb.)
- 864. Mit Geduld und Spucke (21. Feb.)
- 865. Elefantenspielzeug XXXXL (28. Feb.)
- 866. Nesthocker unerwünscht (6. Mär.)
- 867. Frühlingskinder (13. Mär.)
- 868. Passt, wackelt, hat Luft! (20. Mär.)
- 869. Der Zoo ist zu! (27. Mär.)
- 870. Trick 17 (3. Apr.)
- 871. Ostern, und keiner kommt zu Besuch (10. Apr.)
- 872. Vater werden ist nicht schwer (17. Apr.)
- 873. Von Stubenhockern und Weltenbummlern (24. Apr.)
- 874. Grün ist die Hoffnung (1. Mai)
- 875. Alles startklar! (8. Mai)
- 876. Die Kiwara-Mischung (15. Mai)
- 877. Der neue Herr im Haus (22. Mai)
- 878. Muffins und Muffensausen (29. Mai)
- 879. Fuchs, du hast wie viel gestohlen? (5. Jun.)
- 880. Vier Mann, vier Ecken (12. Jun.)
- 881. Ein saustarker Kick (19. Jun.)
- 882. 6 aus 23 – ohne Gewähr! (26. Jun.)
- 883. An der Wurzel gepackt (3. Jul.)
- 884. Wow, echt schlau! (10. Jul.)
- 885. Ohne Floss nichts los (17. Jul.)
- 886. Waterworld (24. Jul.)
- 887. Von Mücken und Elefanten (31. Jul.)
- 888. Ein Summen und Brummen (7. Aug.)
- 889. Technik, die begeistert (14. Aug.)
- 890. Chandras Geheimnis (21. Aug.)
- 891. Ein Nordlicht für Afrika (28. Aug.)
- 892. Oh, là, là, Koala! (4. Sep.)
- 893. Die wilde Hilde (11. Sep.)
- 894. Eine Handvoll Leben (18. Sep.)
- 895. Ein Kommen und Gehen (25. Sep.)
- 896. Eine „riesen Kiste“ (2. Okt.)
- 897. Neuland (9. Okt.)
- 898. Schmackofatz! (16. Okt.)
- 899. Der dünne Dicke (23. Okt.)
- 900. Elefantenrunde (6. Nov.)
- 901. Die neue Leitkuh (13. Nov.)
- 902. Sind so kleine Hände (20. Nov.)
- 903. Auf gepackten Koffern (27. Nov.)
- 904. Hund, Katze, Maus (4. Dez.)
- 905. Große Fußstapfen (11. Dez.)
- 906. Liebesdienste (18. Dez.)
- 907. Ihr Kinderlein kommet! (25. Dez.)

### 2021
Im Jahr 2021 wurden 51 Folgen ausgestrahlt. Die Redaktion lag bei Jochen Vinzelberg. Für die Redaktionsleitung war Christina Herßebroick verantwortlich.
- 908. Auf ein Neues! (1. Jan.)
- 909. Gemeinsam geht’s (8. Jan.)
- 910. Röntgenblick (15. Jan.)
- 911. Sissi – Schicksalsjahre einer Kaiserin (22. Jan.)
- 912. Boxenstopp (29. Jan.)
- 913. Gorillas im Schnee (5. Feb.)
- 914. Flucht nach vorn (12. Feb.)
- 915. Unverfroren (19. Feb.)
- 916. Reiselust und Reisefrust (26. Feb.)
- 917. Teamarbeit (5. Mär.)
- 918. Wie vom Erdboden verschluckt (12. Mär.)
- 919. Nichts zu meckern (19. Mär.)
- 920. Ei Ei Ei Erleuchtung (26. Mär.)
- 921. Bock auf Reisen (2. Apr.)
- 922. Klettern auf neuen Brettern (9. Apr.)
- 923. Kleine Wunder (16. Apr.)
- 924. Zoorassic Park (23. Apr.)
- 925. Fischers Fritzen (30. Apr.)
- 926. Goldstücke (7. Mai)
- 927. Die Wellensittiche haben ’ne Meise (14. Mai)
- 928. Aus heiterem Himmel (21. Mai)
- 929. Auf die Pelle gerückt (28. Mai)
- 930. Countdown (4. Juni)
- 931. Eigene Wege (11. Juni)
- 932. Nicht bummeln! (18. Juni)
- 933. Des „Gräsers“ fette Beute (25. Juni)
- 934. Beim Schopf gepackt (2. Jul.)
- 935. Vom Regen in die Taufe (9. Jul.)
- 936. Quartett im Visier (16. Jul.)
- 937. Tausche Flosse gegen Fell (23. Jul.)
- 938. Der Summzug (30. Jul.)
- 939. Alles Jute für die Löwen (6. Aug.)
- 940. Das Wunder von Leipzig (13. Aug.)
- 941. Riesenumzug (20. Aug.)
- 942. Das doppelte Plumpchen (27. Aug.)
- 943. Regen, nichts als Regen (3. Sep.)
- 944. Duckmars neue Welt (10. Sep.)
- 945. Neues im Kinderkanal (24. Sep.)
- 946. Der sehr kurze Tag (1. Okt.)
- 947. Hurra, der Herbst ist da! (8. Okt.)
- 948. Bärendienst (15. Okt.)
- 949. Leipzig im Rückspiegel (22. Okt.)
- 950. Besuch bei alten Damen (29. Okt.)
- 951. Das unterschätzte Tier (5. Nov.)
- 952. Der Riese und die 7 Zwerge (12. Nov.)
- 953. Kliff Hänger (19. Nov.)
- 954. Der Bürstenmann (26. Nov.)
- 955. Tollen im Tal (3. Dez.)
- 956. Nikolaus im Löwenhaus (10. Dez.)
- 957. Vom Wesen der Blumentiere (17. Dez.)
- 958. Aufregung am Gabentisch (24. Dez.)

### 2022
Im Jahr 2022 wurden 51 Folgen ausgestrahlt. Die Redaktion lag bei Jochen Vinzelberg. Für die Redaktionsleitung waren Christina Herßebroick und Susanne Sturm verantwortlich.
- 959. Auf Los geht's los (7. Jan.)
- 960. Im Zeichen des Tigers (14. Jan.)
- 961. Afrika von A-Z (21. Jan.)
- 962. Wa(a)gemutig?! (28. Jan.)
- 963. Ich esse meine Suppe nicht (4. Feb.)
- 964. Leipziger Fabriken (11. Feb.)
- 965. Die Sprache der Elefanten (18. Feb.)
- 966. Full House mit Hirschen (25. Feb.)
- 967. Anschluss verpasst (4. Mär.)
- 968. Vaterpflichten (11. Mär.)
- 969. Frühlingsboten (18. Mär.)
- 970. Alles Quark (25. Mär.)
- 971. Vorfreude im Elefantenhaus (1. Apr.)
- 972. Liebesnest dringend gesucht (8. Apr.)
- 973. Der Junge ist groß (15. Apr.)
- 974. Mäusekino (22. Apr.)
- 975. Einer, der auszog… (29. Apr.)
- 976. Der Sommer meines Lebens (6. Mai)
- 977. Die Hesse komme! (13. Mai)
- 978. Ein Tag zum Schwärmen (20. Mai)
- 979. Jeder hier pflegt seinen Vogel (27. Mai)
- 980. Trautes Heim, Glück allein (3. Jun.)
- 981. Die grüne Hölle (10. Jun.)
- 982. Training, bis der Arzt kommt…! (17. Jun.)
- 983. Puff-Hühner on Leine (24. Jun.)
- 984. Lollywood (1. Jul.)
- 985. Antrittsbesuch in Afrika (8. Jul.)
- 986. Neuer Trott beim Ozelot (15. Jul.)
- 987. Bau-Boom im Speckgürtel (22. Jul.)
- 988. Zu heiss für Eis? (29. Jul.)
- 989. Knochenharte Arbeit (5. Aug.)
- 990. Affenhitze (12. Aug.)
- 991. In ihrem Element (19. Aug.)
- 992. Aug‘ in Aug‘ (26. Aug.)
- 993. Ein Leo für den Leo (2. Sep.)
- 994. Diesseits von Afrika (9. Sep.)
- 995. Alarm bei den Erdmännchen (16. Sep.)
- 996. Eine Überraschung kommt selten allein (23. Sep.)
- 997. Klein und faul (30. Sep.)
- 998. Familienbande (14. Okt.)
- 999. Der Herbst des Lebens (21. Okt.)
- 1000. Alles auf Anfang! (28. Okt.)
- 1001. Wandertag (4. Nov.)
- 1002. Verwöhnprogramm (11. Nov.)
- 1003. Auch der Fisch macht Häufchen (18. Nov.)
- 1004. Ein kleines Herbstkind (25. Nov.)
- 1005. Neue Wege (2. Dez.)
- 1006. Mamma Mia! (9. Dez.)
- 1007. Bye Bye, Babys (16. Dez.)
- 1008. Dufte Weihnachten (23. Dez.)
- 1009. Silvester der Tiere (30. Dez.)

### 2023
Im Jahr 2023 wurden 49 Folgen ausgestrahlt. Die Redaktion lag bei Jochen Vinzelberg und Christine Färber. Für die Redaktionsleitung waren Susanne Sturm und Christina Herßebroick verantwortlich.
- 1010. Im Freudentaumel (6. Jan.)
- 1011. Wernhard wirkt Wunder (13. Jan.)
- 1012. Schritt für Schritt (20. Jan.)
- 1013. Pelés Abschiedsgeschenk (27. Jan.)
- 1014. Halt den Schnabel! (3. Feb.)
- 1015. Unter Palmen (10. Feb.)
- 1016. Eine Bilderbuchgeburt (17. Feb.)
- 1017. Huckepack (3. Mär.)
- 1018. Bullen*innen – Kühe*aussen (10. Mär.)
- 1019. Seepferdchen auf Trab (17. Mär.)
- 1020. Neugier, die Wissen schafft (24. Mär.)
- 1021. Männersache! (31. Mär.)
- 1022. Suchen und Finden unter Palmen (7. Apr.)
- 1023. Die Welt da draußen (14. Apr.)
- 1024. Ring frei, Hai! (21. Apr.)
- 1025. Männertausch (28. Apr.)
- 1026. Mach's gut, Don Chung! (5. Mai)
- 1027. Oma ist Mama! (12. Mai)
- 1028. Das Einzelkind (19. Mai)
- 1029. Surfen statt robben (26. Mai)
- 1030. Aus der neuen Welt (2. Jun.)
- 1031. Das Kind beim Namen nennen (9. Jun.)
- 1032. Wie eine Klette (16. Jun.)
- 1033. Heiße Phase (23. Jun.)
- 1034. Blitzeblank (30. Jun.)
- 1035. Ver(r)eist (7. Jul.)
- 1036. Schlank statt plump (14. Jul.)
- 1037. Hamster hamstern (21. Jul.)
- 1038. Happen schnappen (28. Jul.)
- 1039. Quartett komplett (4. Aug.)
- 1040. Saba auf Safari (11. Aug.)
- 1041. Was den Hamster froh macht (18. Aug.)
- 1042. Nabel-Schau (25. Aug.)
- 1043. Anbaden (1. Sep.)
- 1044. Wie ein Sack Flöhe (8. Sep.)
- 1045. Die geliebte Brut (15. Sep.)
- 1046. Blütenzauber (22. Sep.)
- 1047. Die Tücken des Alters (29. Sep.)
- 1048. Doppelt Schwein (6. Okt.)
- 1049. Männer, die auf Ziegen starren (20. Okt.)
- 1050. Der doppelte Wernhard (27. Okt.)
- 1051. Fuchsige Flugfüchse (3. Nov.)
- 1052. Nächtliche Geheimnisse (10. Nov.)
- 1053. Zwei Neue in Afrika (17. Nov.)
- 1054. Eiszeit! (1. Dez.)
- 1055. Vorfreude, schönste Freude! (8. Dez.)
- 1056. Winterfahrplan (15. Dez.)
- 1057. Ein Licht in dunkler Zeit (22. Dez.)
- 1058. Lieblingsgeschichten (29. Dez.)

### 2024
Im Jahr 2024 wurden 50 Folgen ausgestrahlt. Die Redaktion führten Jochen Vinzelberg sowie für je eine Folge Christine Färber und Anja Weber. Die Redaktionsleitung lag bei Anja Weber.
- 1059. Kinder nach Maß (5. Jan.)
- 1060. Bestandsaufnahme (12. Jan.)
- 1061. Oh, Mandie! (19. Jan.)
- 1062. Winterzauber (26. Jan.)
- 1063. Amore Mia (2. Feb.)
- 1064. Der kleine Flitzer (9. Feb.)
- 1065. Zurück nach Hause (16. Feb.)
- 1066. Die Pudus kommen (23. Feb.)
- 1067. Ein Hauch von Frühling (1. Mär.)
- 1068. Wenn alle Stricke reißen (8. Mär.)
- 1069. Neugier auf Neuland (15. Mär.)
- 1070. Alles auf Start! (22. Mär.)
- 1071. Guter Pfleger, böser Pfleger (29. Mär.)
- 1072. Sachsens schwerster Kindergarten? (5. Apr.)
- 1073. Es gibt solche und solche Tage (12. Apr.)
- 1074. Es rappelt in der Kiste (19. Apr.)
- 1075. Vorbereitung ist alles (26. Apr.)
- 1076. Tüfteln, Tarnen, Täuschen (3. Mai)
- 1077. Unter Geiern (10. Mai)
- 1078. Rettet den Hamster! (17. Mai)
- 1079. Hin und weg (24. Mai)
- 1080. Yumas Exkursion (31. Mai)
- 1081. Zeit für die Insel (7. Jun.)
- 1082. Fast alles läuft rund (14. Jun.)
- 1083. Männlein zu Weiblein (21. Jun.)
- 1084. Wer wagt, gewinnt! (28. Jun.)
- 1085. Eine Eins für Vier (5. Jul.)
- 1086. Jetzt wird’s giftig! (12. Jul.)
- 1087. Wirbelwind im Wasser (19. Jul.)
- 1088. Ein beflügelnder Tag (26. Jul.)
- 1089. Bye, bye Laila (2. Aug.)
- 1090. Ein Berg auf Füßen (9. Aug.)
- 1091. Feldversuche (16. Aug.)
- 1092. Die Verwandten der Elefanten (23. Aug.)
- 1093. Adam zieht ins Paradies (30. Aug.)
- 1094. Er ist gelandet! (6. Sep.)
- 1095. Schnellimbiss (13. Sep.)
- 1096. Im Untergrund (20. Sep.)
- 1097. Warteschleife (27. Sep.)
- 1098. Aus Eins mach Zwei (4. Okt.)
- 1099. Die Damen haben die Wahl (11. Okt.)
- 1100. Jens, der Heiratsvermittler (18. Okt.)
- 1101. Im Reich der Schuppen (25. Okt.)
- 1102. Unkaputtbar? (1. Nov.)
- 1103. Nachts aktiv … (8. Nov.)
- 1104. Die Spur der Möhren (29. Nov.)
- 1105. Punkt für Punkt (6. Dez.)
- 1106. Lumpi zieht um (13. Dez.)
- 1107. In der Wichtelwerkstatt (20. Dez.)
- 1108. Ein Jahr mit Gewicht (27. Dez.)

### 2025
Die Redaktion führt Jochen Vinzelberg, die Redaktionsleitung hat Anja Weber.
- 1109. Die Karten werden neu gemischt (3. Jan.)
- 1110. Zoozählzeit (10. Jan.)
- 1111. Gewohnheitstiere (17. Jan.)
- 1112. Winterliebe (24. Jan.)
- 1113. Adios, Amaru! (31. Jan.)
- 1114. Affenbabys auf Achse (7. Feb.)
- 1115. Janno, der neue Paul (14. Feb.)
- 1116. Wundersame Wesen (21. Feb.)
- 1117. Auf dem aufsteigenden Ast (28. Feb.)
- 1118. Wellness für Nessa (7. Mär.)
- 1119. Hundert Prozent? (14. Mär.)
- 1120. Alle im Eimer? (21. Mär.)
- 1121. Stubenarrest (28. Mär.)
- 1122. Der Speck muss weg (4. Apr.)
- 1123. Frühlingsspaziergang (11. Apr.)
- 1124. Eier, wir brauchen Eier! (18. Apr.)
- 1125. Tschüss, kleiner Trottelbär! (25. Apr.)
- 1126. Im Zwiespalt (2. Mai)
- 1127. In guter Gesellschaft? (9. Mai)
- 1128. Der Berg ruft! (16. Mai)
- 1129. Auf den Acker, fertig, los! (23. Mai)
- 1130. Im Doppelpack (30. Mai)
- 1131. Der Strauchdieb (6. Jun.)
- 1132. Das Salz in der Suppe (13. Jun.)
- 1133. Liebe bis zum Umfallen (20. Jun.)
- 1134. Die verbotene Frucht (27. Jun.)
- 1135. Von Kirschen und Hirschen (4. Jul.)
- 1136. Unverhofft kommt eher oft! (11. Jul.)
- 1137. WegGefährten (18. Jul.)
- 1138. Ein Blick über den Beckenrand (25. Jul.)
- 1139. Auf bald im Wienerwald (1. Aug.)
- 1140. Trau, schau, wem! (15. Aug.)

## Langfassungen
Von 2005 bis 2017, und seit 2022 wurden bisher über 500 48-minütige Langfolgen der Serie auf dem Sender Das Erste veröffentlicht, die meist aus Zusammenschnitten älterer Folgen der Originalserie bestehen.
| Jahr | Erstausstrahlung vom | bis zum      | Folgen |
| ---- | -------------------- | ------------ | ------ |
| 2005 | 3. Januar            | 9. Dezember  | 76     |
| 2007 | 24. Januar           | 5. April     | 49     |
| 2008 | 28. Juli             | 8. Oktober   | 40     |
| 2009 | 21. Juli             | 28. Oktober  | 67     |
| 2011 | 24. Oktober          | 20. Dezember | 40     |
| 2012 | 13. August           | 10. Oktober  | 40     |
| 2013 | 17. Juni             | 15. Juli     | 20     |
| 2014 | 22. April            | 1. Juli      | 45     |
| 2015 | 13. April            | 29. August   | 59     |
| 2017 | 20. April            | 28. Oktober  | 50     |
| 2022 | 22. Oktober          | 10. Dezember | 12     |
| 2023 | 7. Januar            | 2. Dezember  | 26     |
| 2024 | 13. Januar           | 16. März     | 10     |
| 2025 | 3. Mai               |              |        |

### 2005
Im Jahr 2005 wurden 57 (+19) Folgen der Langfassungen ausgestrahlt, die in dieser Reihenfolge die Originalfolgen von 2004, 2005 und 2003 zeigen, letztere unter dem Titel Wie es begann… Folge 57 ist das Special Safari mit dem Lamaflüsterer. Als Folgen 58 bis 76 zählen die Wiederholungen der Folgen 29 bis 47 (dieser Langfassungen).
- 1. Wasser marsch! (4. Okt.)
- 2. Große Löwenuntersuchung (5. Okt.)
- 3. Geiereier (6. Okt.)
- 4. Eine schwere Entscheidung (7. Okt.)
- 5. Umzug nach Afrika (10. Okt.)
- 6. Auf der Schönheitsfarm (11. Okt.)
- 7. Kleine Tiere – große Rätsel (12. Okt.)
- 8. Pech mit Vögeln (13. Okt.)
- 9. Wenn Schlangen schlingen (14. Okt.)
- 10. Leipziger Freiheit (17. Okt.)
- 11. Kuschelige Urlaubsträume (18. Okt.)
- 12. Der kleine Unterschied (19. Okt.)
- 13. Die verpatzte Mittagspause (21. Okt.)
- 14. Ein Affe im Vollrausch (24. Okt.)
- 15. Der Löwe ist los! (25. Okt.)
- 16. Katzenkinderkrabbelstube (26. Okt.)
- 17. Am Schwanz gepackt! (27. Okt.)
- 18. Gezeichnet fürs Leben (28. Okt.)
- 19. Jörg – der Zaunkönig (31. Okt.)
- 20. Sorgen um die Kinder (2. Nov.)
- 21. Der Herbstausflug (3. Nov.)
- 22. Abschied im Affenhaus (4. Nov.)
- 23. Nager zu mager? (7. Nov.)
- 24. Die Zerreißprobe (8. Nov.)
- 25. Der Nächste bitte! (9. Nov.)
- 26. Löwenzahn im Winter (10. Nov.)
- 27. Wenn Zebrastreifen schleifen (11. Nov.)
- 28. Abschied vom Flusspferd (14. Nov.)
- 29. Schwere Zeiten für die Löwen (15. Nov.)
- 30. Alle Vögel sind schon da (16. Nov.)
- 31. Wunde Füße (17. Nov.)
- 32. Königskinder (18. Nov.)
- 33. Schlaf schön, Malik! (21. Nov.)
- 34. Eine schwere Geburt (22. Nov.)
- 35. Friedensmission in Afrika (23. Nov.)
- 36. Familienangelegenheiten (24. Nov.)
- 37. Junge oder Mädchen? (25. Nov.)
- 38. Frieden durch Erdbeerjoghurt? (28. Nov.)
- 39. Annäherungsversuche (29. Nov.)
- 40. Ein Freund für Horst (30. Nov.)
- 41. Melone satt! (1. Dez.)
- 42. Kommen und Gehen (2. Dez.)
- 43. Eine bittere Pille (5. Dez.)
- 44. OP am laufenden Meter (6. Dez.)
- 45. Unklare Verhältnisse (7. Dez.)
- 46. Es ist ein…? (8. Dez.)
- 47. Lustloser Leguan (9. Dez.)
- 48. Wie es begann… Abschied und Neubeginn (12. Dez.)
- 49. Wie es begann… Horst im Gewandhaus (13. Dez.)
- 50. Wie es begann… Endspurt zum Jubiläum (14. Dez.)
- 51. Wie es begann… Tiefflieger & Pantoffeltierchen (15. Dez.)
- 52. Wie es begann… Selbst ist der Tierpfleger! (16. Dez.)
- 53. Wie es begann… Hurra – der kleine Knopf ist da! (19. Dez.)
- 54. Wie es begann… Ab in die Kiste? (20. Dez.)
- 55. Wie es begann… Großmaul mit Heimweh? (21. Dez.)
- 56. Wie es begann… Sorgenkinder (22. Dez.)
- 57. Die Reportage… Safari mit dem Lamaflüsterer (23. Dez.)
- Die Folgen 58 bis 76 sind Wiederholungen der Folgen 29 bis 47.

### 2007
Im Jahr 2007 wurden 49 Folgen der Langfassungen ausgestrahlt.
- 77. Gut gefaucht, Tiger! (24. Jan.)
- 78. Ein Erdmännchen-Weibchen zieht um (25. Jan.)
- 79. Die schwanzlose Männergruppe (26. Jan.)
- 80. Familientherapie im Vogelkäfig (29. Jan.)
- 81. Eiskalt erwischt (30. Jan.)
- 82. Geflügeltes Glück (31. Jan.)
- 83. Im Rausch der Sinne (1. Feb.)
- 84. Dreihundert Zähne (2. Feb.)
- 85. Venusfalle (5. Feb.)
- 86. Hasis auf Eiersuche (6. Feb.)
- 87. Schnupperkurs (8. Feb.)
- 88. Vom Kommen und Gehen (12. Feb.)
- 89. Zur Sonne, zur Freiheit! (13. Feb.)
- 90. Pechvögel (14. Feb.)
- 91. Blut geleckt? (15. Feb.)
- 92. Auf eigenen Füßen (16. Feb.)
- 93. Marco Mehner und die Affen von Vietnam (20. Feb.)
- 94. Bebes Baby (21. Feb.)
- 95. Tiefe Gräben (22. Feb.)
- 96. Operation Zebra (23. Feb.)
- 97. High Noon! (26. Feb.)
- 98. Falsche Fährte (27. Feb.)
- 99. Nicht nur sauber sondern rein (28. Feb.)
- 100. Unverhofft kommt oft! (1. Mär.)
- 101. Viele Vögel fangen (2. Mär.)
- 102. Liebesreigen der Kolosse (5. Mär.)
- 103. Das Phantom des Tempels (6. Mär.)
- 104. Ratte verzweifelt gesucht (7. Mär.)
- 105. Der mit dem Wolf rennt (8. Mär.)
- 106. Licht ins Dunkel (9. Mär.)
- 107. Au, Backe! (12. Mär.)
- 108. Frauenpower (13. Mär.)
- 109. Machtspiele (14. Mär.)
- 110. Aktion Sorgenkind (15. Mär.)
- 111. Patientenakten (16. Mär.)
- 112. Trautes Heim… (19. Mär.)
- 113. Der geschlauchte Patient (20. Mär.)
- 114. Im Affentempo (21. Mär.)
- 115. Überraschende Wendungen (22. Mär.)
- 116. Summa summarum (23. Mär.)
- 117. Die heimliche Knopfgeburt (26. Mär.)
- 118. Alles nur warme Luft (27. Mär.)
- 119. Fleischeslust (28. Mär.)
- 120. Rekordfieber (29. Mär.)
- 121. Hengstparade (30. Mär.)
- 122. Knall und Fall (2. Apr.)
- 123. Der gute Alligator-Hirte (3. Apr.)
- 124. Brückenschlag (4. Apr.)
- 125. Angst um Bebes Baby (5. Apr.)

### 2008
Im Jahr 2008 wurden 40 Folgen der Langfassungen ausgestrahlt.
- 126. Große Freiheit (28. Jul.)
- 127. Der Mull-Verband (29. Jul.)
- 128. Innere Werte (30. Jul.)
- 129. Sandkasten-Freunde (31. Jul.)
- 130. Malen nach Zahlen (1. Aug.)
- 131. Die Hoffnung stirbt zuletzt (4. Aug.)
- 132. Es geschah am helllichten Tag (5. Aug.)
- 133. Wechselbad der Gefühle (6. Aug.)
- 134. Schatten über Afrika (7. Aug.)
- 135. Wohl behütet (12. Aug.)
- 136. Rosige Zeiten (14. Aug.)
- 137. Der Berg ruft (18. Aug.)
- 138. Schaf geschossen! (20. Aug.)
- 139. Sturm der Liebe (22. Aug.)
- 140. Auf den Pelz gerückt (25. Aug.)
- 141. Eule auf Eiersuche (26. Aug.)
- 142. Reine Nervensache! (27. Aug.)
- 143. Hauptsache gesund (28. Aug.)
- 144. Sprunghafte Katzen (29. Aug.)
- 145. Tapetenwechsel! (8. Sep.)
- 146. Schwanger oder dick? (9. Sep.)
- 147. Das Mittelmeer zieht um (10. Sep.)
- 148. Kindersegen im Pongoland (11. Sep.)
- 149. Der Professor und das liebe Vieh (12. Sep.)
- 150. Delikatessen (15. Sep.)
- 151. Intim-Sphären (16. Sep.)
- 152. Die Wiedervereinigung (17. Sep.)
- 153. Weiberwirtschaft (18. Sep.)
- 154. Heiß begehrt… (19. Sep.)
- 155. Rutschpartie (22. Sep.)
- 156. Der Stellvertreter (23. Sep.)
- 157. Zu neuen Ufern (24. Sep.)
- 158. Gehuppt wie gesprungen… (25. Sep.)
- 159. Zeigt her eure Füße! (29. Sep.)
- 160. Lehrjahre sind keine Herrenjahre (30. Sep.)
- 161. Petri Heil! (1. Okt.)
- 162. Vergipst und zugenäht! (2. Okt.)
- 163. Russisch für Anfänger (6. Okt.)
- 164. Mittlere Reife (7. Okt.)
- 165. Wege ins Leben (8. Okt.)

### 2009
Im Jahr 2009 wurden 67 Folgen der Langfassungen ausgestrahlt.
- 166. Eine Spendenaffäre (21. Jul.)
- 167. Eiskalt abgeblitzt (23. Jul.)
- 168. Ein heißer Frühling (27. Jul.)
- 169. Geburtenlawine (28. Jul.)
- 170. Von A nach B (29. Jul.)
- 171. Halali! (30. Jul.)
- 172. Auf Spurensuche (31. Jul.)
- 173. Esel Eros ohne Eros (3. Aug.)
- 174. Grasgeflüster (4. Aug.)
- 175. Im Reich der Königin (5. Aug.)
- 176. Sorgen um Rhani (6. Aug.)
- 177. Tiefe Wunden (7. Aug.)
- 178. Rhani und ihre Familienbande (10. Aug.)
- 179. Schwerer Start (11. Aug.)
- 180. Rendezvous im Walzerschritt (12. Aug.)
- 181. Bombenalarm! (13. Aug.)
- 182. Hundstage (14. Aug.)
- 183. Liebe kennt keine Grenzen (17. Aug.)
- 184. Der Angstpatient (18. Aug.)
- 185. Bärenhunger (19. Aug.)
- 186. Viele Kühe machen Mühe! (20. Aug.)
- 187. Übung macht den Meister (21. Aug.)
- 188. SOKO "Sittich" (25. Aug.)
- 189. Heiße Ware (26. Aug.)
- 190. Vom Suchen und Finden (31. Aug.)
- 191. Schlafstörungen (1. Sep.)
- 192. Weltenbummler (2. Sep.)
- 193. Mach mit, bleib fit! (3. Sep.)
- 194. Nach allen Regeln der Kunst (4. Sep.)
- 195. Mach’s gut Eule! (7. Sep.)
- 196. Hausbesuche (8. Sep.)
- 197. Mit Hyänen zu den Dänen (9. Sep.)
- 198. Herdentrieb (10. Sep.)
- 199. Es ist ein … Horst! (11. Sep.)
- 200. Mission Essigfliege! (14. Sep.)
- 201. Alles muss raus! (15. Sep.)
- 202. Kinder, Kinder! (16. Sep.)
- 203. Volles Rohr! (17. Sep.)
- 204. Mit Geduld und Spucke (18. Sep.)
- 205. Schöne neue Welt! (21. Sep.)
- 206. Frische Luft für Fell und Federn (22. Sep.)
- 207. Was für ein Salat! (23. Sep.)
- 208. Drei gegen einen (24. Sep.)
- 209. Zentimeter-Sache (25. Sep.)
- 210. Ein Gigolo auf Dienstreise (28. Sep.)
- 211. Gemischte Gefühle (29. Sep.)
- 212. Die Krabbelstube (30. Sep.)
- 213. Szenen einer Ehe (1. Okt.)
- 214. Vorne lang, hinten kurz (2. Okt.)
- 215. Alles für die Katz! (5. Okt.)
- 216. Sandmann, lieber Sandmann… (6. Okt.)
- 217. Angriff ist die beste Verteidigung! (7. Okt.)
- 218. Nix wie weg (8. Okt.)
- 219. Ein Tiger für Afrika (9. Okt.)
- 220. Hi, Hai! (12. Okt.)
- 221. Reine Geschmackssache (13. Okt.)
- 222. Die Heimkehrer (14. Okt.)
- 223. Machtwechsel am Königshof (15. Okt.)
- 224. Der kleine, aber feine Unterschied (16. Okt.)
- 225. Weiblich, ledig, jung… gesucht (19. Okt.)
- 226. Eine Herzdame für Schuppi (20. Okt.)
- 227. Wunschkind mit Hindernissen (21. Okt.)
- 228. Rund und gesund (22. Okt.)
- 229. Freddys Tagwerk (23. Okt.)
- 230. Kinderstube… (26. Okt.)
- 231. Gemeinsam für Afrika (27. Okt.)
- 232. Affentheater (28. Okt.)

### 2011
Im Jahr 2011 wurden 40 Folgen der Langfassungen ausgestrahlt.
- 233. Der Startschuss
- 234. Kleine Heuler (24. Okt.)
- 235. Große Pläne (25. Okt.)
- 236. Bei Nacht und Nebel (26. Okt.)
- 237. Der kleine Suppenkasper (27. Okt.)
- 238. Eine schnelle Nummer (28. Okt.)
- 239. Die Anti-Antilope (31. Okt.)
- 240. Spitze Zähne (1. Nov.)
- 241. Horst und Heidi – Superstars (2. Nov.)
- 242. Vorübergehend verzogen (3. Nov.)
- 243. Wenn der Pelz brennt (4. Nov.)
- 244. Ein langer Ritt (7. Nov.)
- 245. Stechen, bis der Arzt kommt (8. Nov.)
- 246. Esst mehr Löwenzahn! (9. Nov.)
- 247. Eine böse Verletzung (10. Nov.)
- 248. Verfluchter Gruppenzwang! (14. Nov.)
- 249. Kraftpakete und Milchbärte (15. Nov.)
- 250. Schummeln gilt nicht! (16. Nov.)
- 251. Nicht von schlechten Eltern (17. Nov.)
- 252. Wo die Liebe hinfällt… (18. Nov.)
- 253. Im Blickpunkt (21. Nov.)
- 254. Zahnfee Dr. Langguth (22. Nov.)
- 255. Die geheimnisvolle Neue (23. Nov.)
- 256. Wilder Wandel (24. Nov.)
- 257. Königliche Bauten (25. Nov.)
- 258. Heimlich, still und leise (28. Nov.)
- 259. Bonjour Monsieur! (29. Nov.)
- 260. Ein Flusspferd taucht auf (30. Nov.)
- 261. Heidis großer Auftritt (1. Dez.)
- 262. Mit Sack und Pack (2. Dez.)
- 263. Gavialisch für Anfänger (5. Dez.)
- 264. Willkommen in Gondwanaland! (6. Dez.)
- 265. Nestkontrolle mit Hindernissen (7. Dez.)
- 266. Liebe ohne Worte (8. Dez.)
- 267. Verbotene Früchte… (12. Dez.)
- 268. Scharfe Schafe… (13. Dez.)
- 269. Salzburger Festspiele (15. Dez.)
- 270. Nichts als Scherereien… (16. Dez.)
- 271. SOKO Leipzig (19. Dez.)
- 272. Professor auf Stippvisite (20. Dez.)

### 2012
Im Jahr 2012 wurden 40 Folgen der Langfassungen ausgestrahlt.
- 273. Kein Urlaub auf dem Bauernhof (13. Aug.)
- 274. Liebe und andere Katastrophen (14. Aug.)
- 275. Jedem Tierchen sein Pläsierchen (15. Aug.)
- 276. Eine perfekte Masche (16. Aug.)
- 277. Der Duft der Freiheit (17. Aug.)
- 278. Das Leben ist eine Baustelle (20. Aug.)
- 279. Ein Strauß voller Überraschungen (21. Aug.)
- 280. Wenn der Pfleger zweimal klingelt (22. Aug.)
- 281. Die Schule des Lebens (23. Aug.)
- 282. Heute hier, Morgen dort… (24. Aug.)
- 283. Afrika – vorübergehend geschlossen! (27. Aug.)
- 284. Serienhelden im Einsatz (28. Aug.)
- 285. Knobelstunde im Pongoland (29. Aug.)
- 286. Der Herr der Fliegen (30. Aug.)
- 287. Die verflixten acht Millimeter (31. Aug.)
- 288. Das Minihörnchen ist da! (3. Sep.)
- 289. Fünf auf einen Streich (4. Sep.)
- 290. Muskelspielchen (5. Sep.)
- 291. Mit Sturm und Drang (6. Sep.)
- 292. Auf die Waage bitte! (7. Sep.)
- 293. Schlaukopf gesucht (10. Sep.)
- 294. Querköpfe (11. Sep.)
- 295. Wasserwelten (12. Sep.)
- 296. Auf neuen Wegen (13. Sep.)
- 297. Muttergefühle (14. Sep.)
- 298. Trauer um Hoas Baby (17. Sep.)
- 299. Abschied und Neubeginn (18. Sep.)
- 300. Übermut tut doch ganz gut (19. Sep.)
- 301. Ein schwieriger Patient (20. Sep.)
- 302. Hieb- und stichfest (21. Sep.)
- 303. Die Schreihälse von nebenan (24. Sep.)
- 304. Das Wunderkind (26. Sep.)
- 305. Ein Mann mit Biss (27. Sep.)
- 306. Frauenheld außer Dienst (28. Sep.)
- 307. Krokodile in der Klemme (1. Okt.)
- 308. Endlich Tapetenwechsel! (4. Okt.)
- 309. Der kleine Unterschied (5. Okt.)
- 310. Gustavs Geschäfte (8. Okt.)
- 311. Der Feind in meinem Bad (9. Okt.)
- 312. Das Geheimnis einer Dame (10. Okt.)

### 2013
Im Jahr 2013 wurden 20 Folgen der Langfassungen ausgestrahlt.
- 313. Wer nicht hören will, muss fühlen! (17. Jun.)
- 314. Die kranke Pranke (18. Jun.)
- 315. Die Hütchenspieler vom Pongoland (20. Jun.)
- 316. Und ewig lockt die Freiheit! (21. Jun.)
- 317. American Beauty (24. Jun.)
- 318. Raus aus dem Mief! (25. Jun.)
- 319. Beziehungsstress (26. Jun.)
- 320. Neues Heim, neues Glück? (27. Jun.)
- 321. Nur ein Augenblick? (28. Jun.)
- 322. Ein gewichtiges Geheimnis (1. Jul.)
- 323. Lira, wir fahr’n nach Lódz! (2. Jul.)
- 324. Das Beste zum Schluss (3. Jul.)
- 325. Der neue Herr im Haus (4. Jul.)
- 326. Aufregung in Afrika (5. Jul.)
- 327. Schau mir in die Augen, Kleines! (8. Jul.)
- 328. Rasantes Rendezvous im Pongoland (9. Jul.)
- 329. In der Höhle des Löwen (10. Jul.)
- 330. Quirlige Quälgeister (11. Jul.)
- 331. Die feine englische Art (12. Jul.)
- 332. Expedition Gondwanaland (15. Jul.)

### 2014
Im Jahr 2014 wurden 45 Folgen der Langfassungen ausgestrahlt.
- 333. Copashis großer Auftritt (22. Apr.)
- 334. Besser spät als nie! (23. Apr.)
- 335. Hinters Licht geführt (24. Apr.)
- 336. Stürmischer Arztbesuch (25. Apr.)
- 337. Christophs Tag (28. Apr.)
- 338. Der Dreck muss weg! (29. Apr.)
- 339. Versuch macht klug (30. Apr.)
- 340. Das große Äpfel-Essen (2. Mai)
- 341. Jede Menge wilde Tiere (5. Mai)
- 342. Trickkisten (6. Mai)
- 343. Matadi der Pantoffelheld (7. Mai)
- 344. Das große Wiegen (8. Mai)
- 345. Frühlingserwachen (9. Mai)
- 346. Da ist was im Busch (12. Mai)
- 347. Da ist doch was faul!? (13. Mai)
- 348. Kleine Ausbrecher (14. Mai)
- 349. Der kleine Lustkiller (15. Mai)
- 350. Freud und Leid (16. Mai)
- 351. Ganz schön nass! (19. Mai)
- 352. Sehr kleine Mäuse (20. Mai)
- 353. Ein Erdmann hat es schwer (21. Mai)
- 354. Schwer verliebt (22. Mai)
- 355. Neue Seilschaften (23. Mai)
- 356. Total von der Rolle (26. Mai)
- 357. Noah auf Reisen (27. Mai)
- 358. Schwer zu knacken (28. Mai)
- 359. Naimas Abschied (30. Mai)
- 360. Das Nashörnchen kommt! (2. Jun.)
- 361. Es grünt so grün (4. Jun.)
- 362. Ein gut gelaunter Typ (5. Jun.)
- 363. Muntere Gesellen (6. Jun.)
- 364. Ein Festessen (10. Jun.)
- 365. Taufe ohne Täufling? (11. Jun.)
- 366. Ein Smart entdeckt die Welt (12. Jun.)
- 367. Unverhofftes Babyglück (13. Jun.)
- 368. Der Spiegeltrick (17. Jun.)
- 369. Jetzt geht es rund! (19. Jun.)
- 370. Jens im Glück (20. Jun.)
- 371. Doppelt hält besser! (23. Jun.)
- 372. In die Zange genommen (24. Jun.)
- 373. Zoff am Gartenzaun (25. Jun.)
- 374. Auf Stroh gebaut (26. Jun.)
- 375. Großes Reinemachen (27. Jun.)
- 376. Fußbad für Max (30. Jun.)
- 377. Tschüss, Baru! (1 Jul.)

### 2015
Im Jahr 2015 wurden 59 Folgen der Langfassungen ausgestrahlt.
- 378. Des Pudels Kern (13. Apr.)
- 379. Bastelstunde (14. Apr.)
- 380. Auf zum Scheich! (15. Apr.)
- 381. Bange Stunden (16. Apr.)
- 382. Schwer was los (17. Apr.)
- 383. Fohlen im Glück (20. Apr.)
- 384. Ein süsser Fratz (21. Apr.)
- 385. Vatne sieht rot (22. Apr.)
- 386. Die Affen sind los! (23. Apr.)
- 387. Bärenliebe (24. Apr.)
- 388. Akida geht (27. Apr.)
- 389. Lauschangriff (28. Apr.)
- 390. Schwer zu fangen (29. Apr.)
- 391. Oh, Backe! (30. Apr.)
- 392. Im Scheinwerferlicht (4. Mai)
- 393. Die Freiluftgeburt (5. Mai)
- 394. Schritt für Schritt ins Liebesglück (6. Mai)
- 395. Ruben macht Ernst (7. Mai)
- 396. Hamburger Dickhäuter (8. Mai)
- 397. Knifflige Premiere (11. Mai)
- 398. Ndugu geht (12. Mai)
- 399. Auf Kuschelkurs (13. Mai)
- 400. Spielzeug für Dickhäuter (15. Mai)
- 401. Glücksmomente (18. Mai)
- 402. Nicht zu fangen (19. Mai)
- 403. Der Letzte macht das Licht aus (20. Mai)
- 404. Halbstarke Gesellen (21. Mai)
- 405. Das Schreckgespenst (22. Mai)
- 406. Bärenkinder (26. Mai)
- 407. Die lieben Kleinen (27. Mai)
- 408. In der Spielothek (28. Mai)
- 409. Sorge um Luena (29. Mai)
- 410. Schwere Entscheidung (1. Jun.)
- 411. Große Aufregung (2. Jun.)
- 412. Startschwierigkeiten (3. Jun.)
- 413. Auf der Flucht (4. Jun.)
- 414. Auf wackeligen Beinen (5. Jun.)
- 415. Ein umgänglicher Typ (8. Jun.)
- 416. Hier steppt der Bär (9. Jun.)
- 417. Anders als geplant (10. Jun.)
- 418. Klein und Groß (11. Jun.)
- 419. Es ist kompliziert (12. Jun.)
- 420. Kommt ein Nashorn geflogen (15. Jun.)
- 421. Warten auf Lina (16. Jun.)
- 422. Nichts für schwache Nerven (17. Jun.)
- 423. Das ABC der Krokodile (18. Jun.)
- 424. In schwieriger Mission (19. Jun.)
- 425. Er ist wieder da! (22. Jun.)
- 426. Insel der Glückseligen (23. Jun.)
- 427. Frisch auf den Tisch (24. Jun.)
- 428. Die wollen nur spielen (25. Jun.)
- 429. Unbekanntes Terrain (26. Jun.)
- 430. Wünsch Dir was! (29. Jun.)
- 431. Viel Lärm um nichts! (30. Jun.)
- 432. Knappe Angelegenheit (1. Jul.)
- 433. Nachts im Zoo (2. Jul.)
- 434. Familientreffen (3. Jul.)
- 435. Unter Freunden (21. Jul.)
- 436. Risiko Elefantengeburt (29. Aug.)

### 2017
Im Jahr 2017 wurden 50 Folgen der Langfassungen ausgestrahlt.
- 437. Ndugu ist wieder da! (20. Apr.)
- 438. Toi, Toi, Toi, Henry! (21. Apr.)
- 439. Geluk heisst Glück (24. Apr.)
- 440. Zebrastreifen im Hyänengehege (25. Apr.)
- 441. Volle Deckung (26. Apr.)
- 442. Dickhäuterhirn (27. Apr.)
- 443. Urlaubsfeeling (28. Apr.)
- 444. Bälle Bad mit Hyäne (2. Mai)
- 445. Heißes Begehren (3. Mai)
- 446. Nicht gut Kirschen essen (4. Mai)
- 447. Zoff im Elefantenhaus (5. Mai)
- 448. Ein Koala auf Reisen (8. Mai)
- 449. Kleine Giganten in Wallung (9. Mai)
- 450. Mit Joghurt fängt man Affen (10. Mai)
- 451. Köttel zählen (11. Mai)
- 452. Saba kehrt zurück (12. Mai)
- 453. Zurück zu den Wurzeln (15. Mai)
- 454. Alle wollen Oobi (16. Mai)
- 455. Ein Lippenbär hat es schwer (17. Mai)
- 456. Wachwechsel im Nashornstall (18. Mai)
- 457. Die süßen Trauben (19. Mai)
- 458. Der Wutbaum (22. Mai)
- 459. Die Mundräuberin (24. Mai)
- 460. Die wilden Verwandten (26. Mai)
- 461. Viele Männer und ein Baby (29. Mai)
- 462. Mit eisernen Besen (30. Mai)
- 463. Desensibilisierungsprogramm (31. Mai)
- 464. Eine Bilderbuch Geburt (12. Aug.)
- 465. Im Dunkeln munkeln (12. Aug.)
- 466. Mein erstes Bad (19. Aug.)
- 467. Sorge um Ohini (19. Aug.)
- 468. Nandi, die Zicke! (26. Aug.)
- 469. Der König geht (26. Aug.)
- 470. Auf in den Norden! (2. Sep.)
- 471. Die Hoffnungsträger (2. Sep.)
- 472. Kedua wird Franzose (9. Sep.)
- 473. Heiss auf Eis? (9. Sep.)
- 474. Blutiges Festmahl (16. Sep.)
- 475. Gucken und lernen (23. Sep.)
- 476. Schäferstündchen gefällig? (23. Sep.)
- 477. Kneifen ist nicht! (30. Sep.)
- 478. Der Freigänger (30. Sep.)
- 479. Französin bevorzugt! (7. Okt.)
- 480. Nervenkitzel (7. Okt.)
- 481. Kindersegen im Pongoland (14. Okt.)
- 482. Auf den Zahn gefühlt (14. Okt.)
- 483. Doppeltes Glück (21. Okt.)
- 484. Was ist es denn? (21. Okt.)
- 485. Der Winzling (28. Okt.)
- 486. Der Quälgeist (28. Okt.)

### 2022
Im Jahr 2022 wurden 12 Folgen der Langfassungen ausgestrahlt.
- 487. Einen Schritt vor, einen zurück… (22. Okt.)
- 488. Kleine Tiere, große Namen (22. Okt.)
- 489. Nichts für Zartbesaitete (5. Nov.)
- 490. Max macht Mathe (5. Nov.)
- 491. Im Sauseschritt zum Gipfelglück (12. Nov.)
- 492. Gipfelstürmer (12. Nov.)
- 493. Ferner Vater (19. Nov.)
- 494. Einzelfallhilfe (19. Nov.)
- 495. Stachel gegen Stachel (26. Nov.)
- 496. Verschaukelt? (26. Nov.)
- 497. Videoüberwachung? Nein Danke! (10. Dez.)
- 498. Kein Bock! (10. Dez.)

### 2023
Im Jahr 2023 wurden 26 Folgen der Langfassungen ausgestrahlt.
- 499. Angestachelt? (7. Jan.)
- 500. Stimmungsschwankungen (7. Jan.)
- 501. Mit Haut und Haar (21. Jan.)
- 502. Plötzlich verkuppelt (21. Jan.)
- 503. Ein Kessel Buntes (28. Jan.)
- 504. Videobeweis (28. Jan.)
- 505. Die penetrante Tante (11. Feb.)
- 506. Auf die Würze kommt es an (11. Feb.)
- 507. Drei Faultiere sind einer zu viel (25. Feb.)
- 508. Tauwetter (25. Feb.)
- 509. Umzug mit acht Armen (11. Mär.)
- 510. Die Hebamme (11. Mär.)
- 511. Hormonstau (14. Okt.)
- 512. Tapfere Thura! (14. Okt.)
- 513. Überraschungsbesuch (21. Okt.)
- 514. Hugos Laden (21. Okt.)
- 515. Eugen auf Freiersfüßen (28. Okt.)
- 516. Ndugu und die Frauen! (28. Okt.)
- 517. Große Kunst! (4. Nov.)
- 518. Die neue Regentin! (4. Nov.)
- 519. Rendezvous mit Biss? (11. Nov.)
- 520. Über diese Brücke muss es gehen! (11. Nov.)
- 521. Marodes Königreich (18. Nov.)
- 522. Mutterinstinkt? (18. Nov.)
- 523. Wer zickt hier rum? (2. Dez.)
- 524. Glitschiger Tapetenwechsel (2. Dez.)

### 2024
Im Jahr 2024 wurden zehn Folgen der Langfassungen ausgestrahlt.
- 525. Torben bläht zum Abmarsch (13. Jan.)
- 526. Lecker Nachbarn! (13. Jan.)
- 527. Lebendes Inventar (27. Jan.)
- 528. Unter Strom (27. Jan.)
- 529. Das Pubertier (17. Feb.)
- 530. Bye Bye Hai! (17. Feb.)
- 531. Mutter am Limit (2. Mär.)
- 532. Die richtige Mischung (2. Mär.)
- 533. Im Wellnesstempel (16. Mär.)
- 534. Suhle in der Kuhle (16. Mär.)

### 2025
- 535. Shietwetter! (3. Mai)
- 536. Der Mundräuber (3. Mai)
- 537. Ein Abschiedsgruß … (10. Mai)
- 538. Ruhig Blut, Kala! (10. Mai)
- 539. In English, please! (17. Mai)
- 540. Abkühlung gefällig? (17. Mai)
- 541. Hitzewelle (24. Mai)
- 542. Weil heute dein Geburtstag ist … (24. Mai)
- 543. Zweiohrhasen (31. Mai)
- 544. Fluchttendenzen (31. Mai)
- 545. Der Große und der Kleine! (7. Jun.)
- 546. Abschied von Horst (7. Jun.)
- 547. Trauer um Ben Long! (14. Jun.)
- 548. Die Zugmaschine (14. Jun.)
- 549. Ein Silberrücken geht in Rente (21. Jun.)
- 550. Kigali ist am Zug (21. Jun.)
- 551. Gewicht klasse? (28. Jun.)
- 552. Katzen, Katzen! (28. Jun.)
- 553. Wie die Feste fallen (5. Jul.)
- 554. Mama Rani! (5. Jul.)
- 555. Die Busenfreundin (12. Jul.)
- 556. Voll den Durchblick (12. Jul.)
- 557. Erst schmeicheln, dann speicheln (19. Jul.)
- 558. Nestspionage! (19. Jul.)

## Specials
Zudem erschienen zahlreiche Specials:
- 6. Jun. 2003: Elefant, Tiger & Co feiern Geburtstag (90 min.)
- 28. Aug. 2004: Geschichte und Geschichten aus dem Leipziger Zoo (90 min.)
- 31. Aug. 2004: Babyalarm im Löwenhaus (30 min.)
- 7. Sep. 2004: Safari mit dem Lamaflüsterer (30 min.)
- 23. Dez. 2004: Elefant, Tiger & Co – Der Jahresrückblick (90 min.)
- 26. Mär. 2005: Die lange Nacht (145 min.)
- 16. Mai 2005: Damals im Dresdner Zoo (45 min.)
- 2. Aug. 2005: Kleiner Malik – Superstar (30 min.)
- 22. Dez. 2005: Jahresrückblick 2005 (90 min.)
- 16. Mai 2006: Marco Mehner und die Affen von Vietnam (30 min.)
- 27. Dez. 2006: Der Jahresrückblick (90 min.)
- 28. Dez. 2006: SachsenSpiegel (30 min.)
- 1. Apr. 2007: Ein tierischer Abend aus dem Leipziger Zoo (90 min.)
- 24. Apr. 2007: Im Reich der Löwen (30 min.)
- 20. Dez. 2007: Der Jahresrückblick 2007 (90 min.)
- 12. Okt. 2008: Das Quiz (90 min.)
- 12. Okt. 2008: Bei den wilden Tieren Afrikas (45 min.)
- 30. Dez. 2008: Der Jahresrückblick 2008 (90 min.)
- 20. Jan. 2009: Ein Waisenhaus für Elefanten – Mit Axel Bulthaupt in Kenia (30 min.)
- 2. Jun. 2009: Ein Waisenhaus für Schimpansen (30 min.)
- 28. Dez. 2009: Der Jahresrückblick 2009 (90 min.)
- 23. Dez. 2010: Der Jahresrückblick 2010 (90 min.)
- 17. Mai 2013: Das Jubiläum im Zoo (90 min.)
- 18. Mai 2013: Skurril, lustig und emotional! (179 min.)
- 29. Dez. 2015: Risiko Elefantengeburt (45 min.)
- 1. Jan. 2016: Kinder, wie die Zeit vergeht! (90 min.)
- 25. Mär. 2016: Das Pongoland (90 min.)
- 14. Apr. 2017: Elefant, Tiger & Co. – Spezial: Mit der Arche Noah um die Welt (90 min.)
- 30. Mär. 2018: Elefant, Tiger & Co. – Spezial: Das Jubiläum (90 min.)
- 19. Apr. 2019: Elefant, Tiger & Co. – Spezial: Der Zoo macht Schule (90 min.)
- 10. Apr. 2020 (online vorab 6. Apr. 2020): ETC-Spezial: Ein Zoo baut um (90 min.)
- 18. Dez. 2020 (online vorab 11. Dez. 2020): Elefant, Tiger & Co. – Spezial: Die grosse Zoo-Safari (89 min.)
- 2. Apr. 2021 (online vorab 26. Mär. 2021): Elefant, Tiger & Co. – Spezial: Der Elefanten-Umzug (89 min.)
- 15. Apr. 2022 (online vorab 8. Apr. 2022): Elefant, Tiger & Co. – Spezial: Das neue Aquarium (90 min.)
- 28. Okt. 2022 (online vorab 21. Okt. 2022): Elefant, Tiger & Co. – Spezial: 1000 Folgen – Der Film (90 min.)
- 28. Okt. 2022: Elefant, Tiger & Co. – Spezial: 1000 Folgen – Der Film | Bonusmaterial (94 min.)
- 31. Mär. 2023 (online vorab 28. Mär. 2023): 20 Jahre Elefant, Tiger & Co. – Noch Fragen? (90 min.)
- 2. Mai 2023: 20 Jahre Elefant, Tiger & Co. – Noch ein paar Fragen mehr! (33 min.)
- 29. Dez. 2023 (online vorab 23. Dez. 2023): Elefantenherde in anderen Umständen (90 min.)
- 29. Mär. 2024 (online vorab 22. Mär. 2024): Einsatz für bedrohte Arten (90 min.)
- 27. Dez. 2024 (online vorab 20. Dez. 2024): Der Zoo im Rhythmus der Jahreszeiten (90 min.)
- 18. Apr. 2025 (online vorab 17. Apr. 2025): Partnervermittlung für Zootiere (90 min.)